# ウルトラマンコスモスの登場怪獣
- ウルトラマンコスモス > ウルトラマンコスモスの登場怪獣
- ウルトラ怪獣一覧 > ウルトラマンコスモスの登場怪獣

ウルトラマンコスモスの登場怪獣（ウルトラマンコスモスのとうじょうかいじゅう）は、特撮テレビドラマ『ウルトラマンコスモス』に登場する架空の怪獣、宇宙人、ロボット、異次元人、その他の生物の一覧である。
劇場版『ウルトラマンコスモス THE FIRST CONTACT』『ウルトラマンコスモス2 THE BLUE PLANET』『ウルトラマンコスモスVSウルトラマンジャスティス THE FINAL BATTLE』『ウルトラマンサーガ』の登場怪獣についてはそれぞれの項目を参照。
本作品における「怪獣」は、従来のウルトラシリーズのような「脅威の対象」としてよりも、他の動植物と同じ「生き物」であることが強調され、怪獣との共存がテーマとなっている。一方で、従来通りのウルトラマンと怪獣との対決を成立させるため、怪獣を凶暴化させるカオスヘッダーが設定された。また、ウルトラマンが躊躇なく倒せるよう、生物の範疇に当てはまらないものも多く登場する。
そのほか、過去のウルトラ怪獣をオマージュしたものも多く登場する。

## カオスヘッダー
第1話「光との再会」から登場。
宇宙から飛来した発光生命体。他の生物や物質などに憑依し、支配することから「光のウイルス」と呼ばれる。また、他の生物からエネルギーを吸収して実体化することができる。本来は争いの続いたある惑星で秩序をもたらすために人工的に生み出された存在で、秩序を守るために全生物の意識を一体化することを目的とする。単体での戦力はエネルギー光弾、光のロープ、憑依能力、複製能力である。地球に飛来した当初は怪獣や物質などに憑依、またはそれをコピーして実体化するが、次第に人間の持つ感情に興味を持ち始め、これによって憎しみの心を覚え、憑依やコピーなしに人型の姿で実体化することが可能となる。その際の姿は実体カオスヘッダーと呼ばれる。憑依された怪獣の大半や実体カオスヘッダーの目は赤色をしている。集合し、自らビームとなって降り注ぐこともできる。星の生態系をも変化させる力を持ち、異常集結した際のエネルギー波は星の核に影響を及ぼし創造主の星や数多くの星を滅ぼしたが、それを「目的を遂げるための犠牲」として、意に介していない。しかしそれらの行動はあくまで創造主の意思通りに動いていただけで、カオスヘッダー自体は善悪の存在ではなく犠牲者ともいえる存在でもある。
弱点はカオス抗体、カオスキメラ、キメラミサイル、ソアッグ鉱石などだが、進化することで次々と克服していった。
下記のカオスヘッダー・メビュート、カオスウルトラマン、カオスウルトラマンカラミティ、カオスダークネスもこの姿になって移動することができ、後半では表面に実体カオスヘッダーの人面が浮かぶこともある。
- 声：服巻浩司
- 第1話では「カオスヘッダー」とは呼ばれず、第2話にてドイガキによって命名される。なお、カオスとは「混沌」という意味で、「秩序と調和のある世界」を意味するコスモスと対になる概念である。
- 雑誌『宇宙船YEAR BOOK 2003』では別名を光のウィルスと記述している[7]。
- カオスヘッダーの表現について監督の根本実樹は、合成に手間がかかる上に、監督ごとに演出が異なるため、本編班でも特撮班でも苦労があった旨を証言している[8][9]。
- カオスヘッダーが怪獣に取り憑くなどしたカオス怪獣は、スーツの部分的な改造で表現された[2]。メインライターの大西信介は、スーツ自体は1体で済むと考えていたが、制作現場からはスーツを2体造るのと変わらないとして不評であったという[2]。

### その他の作品に登場するカオスヘッダー
- 『ウルトラマン Fighting Evolution Rebirth』では、カオスロイドが登場。カオスロイドの客演については、ウルトラマン Fighting Evolutionを参照。
- 『ウルトラマンフェスティバル2001』のライブステージ第一部『新世紀のヒーロー！ウルトラマンコスモス登場!!』では、ミイラ人間に取りついてドドンゴを操ることでウルトラマンダイナを苦しめ、最後はバルタン星人に移る。なお、このストーリーは『コスモス』の劇場版第1作へのプロローグとなっている。

### カオスヘッダー・イブリース
第26話「カオスを倒す力」に登場。
カオスジラークの一件で人間の感情に興味を抱いたカオスヘッダーが多数の人間を拉致してその心身を分析し、狩野良一に憑りついていたカオスヘッダーが火災を起こして、その炎を吸収して単独で実体化した姿で、最初に現れる実体カオスヘッダー。片手でコスモスを持ち上げるほどの強力なパワーを持ち、目から破壊光線、手からクローキーバリアーと超強力波動クローキームーブを放つ。ルナモードのコスモスに爪を突き立てて能力を分析する。敵を掴んだ状態でクローキービームを流すことも可能。人間の怒りと憎しみを知ったことで強力になり、コロナモードのコスモスを苦しめテックサンダーの攻撃をも簡単に防ぐが、愛情と優しさという感情が理解できずに体のバランスを崩し、その隙にコロナモードのネイバスター光線を浴びて爆破された。
- スーツアクター：三宅敏夫[1]
- デザインは杉浦千里による[1]。造形はモンスターズが担当[14]。
- 実体カオスヘッダーの登場は、企画書の時点で記されていた[15][2]。メインライターの大西は、カオス怪獣の扱いが難しかったことから、実体カオスヘッダーを登場させる必要があったことを述べている[2]。

### カオスヘッダー・メビュート
第29話「夢みる勇気」、第30話「エクリプス」に登場。
カオスヘッダーがさらなる進化を遂げた姿で、第2の実体カオスヘッダー。恐ろしくずる賢い性格で狡猾な頭脳とイブリースをはるかに超えるパワーを持ち合わせ、体をカオスヘッダー化して移動する。目から出す怪光線と手から出す波動弾デストログビームで敵を攻撃し、口から放射するカオス光で怪獣をカオス怪獣化する。カオスエリガルの姿に変身して現れ、元のエリガルに戻そうとコスモスがフルムーンレクトでエネルギーを消費したところで正体を現して攻撃し、一度はコロナモードにも変身できないほどエネルギーを消費したコスモスに勝利。その後、ムサシや生きていたコスモスを襲う際に現れたリドリアスと対決する。そのままリドリアスを苦しめるが復活したコスモス・エクリプスモードには手も足も出ず圧倒され、リドリアスを盾にするがコズミューム光線で自身だけ爆破された。
- スーツアクター：三宅敏夫[1]
- デザインは杉浦千里による[1]。造形はモンスターズが担当[14]。

### カオスウルトラマン
第39話「邪悪の光」、第40話「邪悪の巨人」、第59話「最大の侵略」に登場。
コスモスとムサシの関係に気づいたカオスヘッダーがムサシの体に取り付いて、コスモスの身体的特徴や能力を分析し模倣して実体化した偽のウルトラマンで、実体カオスヘッダーの進化形。コロナモードのコスモスを模した姿形に青と黒と銀を基調とした体色をしている。コスモスより低くなった掛け声のほか、時折メビュートと同様の鳴き声を発する。エクリプスモードを除くコスモスの戦闘力を学び取っているが、地球では3分間しか戦えない弱点もコピーしており、タイプチェンジもしない。超スピードで回転しての連続キック攻撃が得意で、ネイバスター光線のコピー技、破滅光線ダーキングショット、ブレージングウェーブのコピー技、侵蝕波動インベーディングウェーブ、コピー版プロミネンスボール、カオスプロミネンスで戦う。コスモスに取り付いたため、単体のカオスヘッダーのおよそ50倍の力を発揮することができ、巨大カオス光弾ダークネスウィールによって、一度に50匹の怪獣をカオス怪獣化させることが可能。体をカオスヘッダー化させて移動して相手の攻撃を回避する。
初戦ではコロナモードのコスモスの一度ブレージングウェーブを受けるものの、続けざまに放たれた2回目のブレージングウェーブをカオス化して回避しコスモスの背後に回るとインベーディングウェーブとカオスプロミネンスを連続使用してコスモスに勝利した後、球体となってムサシを捕らえコスモスへの変身も封じてしまう。2度目の戦いでネルドラントIIをカオス化させ、鏑矢諸島に保護された怪獣たちをカオス化させようとするが失敗に終わる。ムサシ救出後にコスモスと対決、カオスネルトランドIIと共にコスモスを追い詰めるが、EYESの活躍で形勢逆転され、エクリプスモードには敵わずエクリプスブレードで細胞がパニックを起こしコズミューム光線で消滅した。
第59話ではSRCの人工カオスキメラ開発を妨害するために再び出現。この時は3分間しか戦えない弱点を克服している上、テックスピナー2号のレーザーワイヤーですら自力で振り払い、さらにはエクリプスモードとほぼ互角に戦えるほど強化された。ダークネスウィールをコスモスに投げ返されて怯んだ隙にコズミューム光線を打たれて倒されそうになるが、P87ポイントのワームホールからのエネルギーを受けてカオスウルトラマンカラミティとなった。
- 声：服巻浩司
- スーツアクター：益田康弘[1]
- デザインは杉浦千里による[1]。
- 第39話の脚本を担当した大西信介は、カオスウルトラマンのカラータイマーを狙って倒すという展開を想定していたが、カオスヘッダー側にもコスモスの弱点を知られることになってしまうため不採用とした[2]。

#### カオスウルトラマンカラミティ
第59話「最大の侵略」、第60話「カオス大戦」、第62話「地球の悲鳴」、第64話「月面の決戦」に登場。
コズミューム光線で倒されかけたカオスウルトラマンが、P87ポイントのワームホールからのカオスヘッダー・エネルギーを受けてさらに強化変身した姿で、カオスウルトラマンの進化形の強化バージョン。エクリプスモードのコスモスを模した姿形に赤と黒を基調とした体色をしており、エクリプスモードも含むコスモスの全能力・戦力を学び取っており、コスモスを上回るパワーとスピードを体得している。その戦闘能力は高く、戦う力をほとんど残していなかったとはいえコスモスは終始劣勢で、EYESや防衛軍の援護で何とか辛勝に持ち込むほどの大苦戦を強いられた。一方、強大な力を誇る分、通常時より多くのカオスヘッダーが必要ならしく2体目のカラミティが倒された時点で地球に残存するカオスヘッダーは全て消え去った。
破壊光弾ブレイキングスマッシュ、エクリプスブレードのコピー技、光の刃カラミティブレード、コズミューム光線のコピー技、邪悪な光を両腕に集めて放つ必殺光線カラミュームショットで戦い、コスモスのエクリプススパークも手で弾く。2度目に出現したカオスウルトラマンと同様に活動時間に制限がなく、強化前と同様体をカオス化させて移動する。
初戦ではエネルギーが残り少ないエクリプスモードのコスモスを圧倒し勝利。2回目の戦闘でも優勢に戦闘をすすめ、コスモスを大苦戦させるが、カオスキメラのプロトタイプのカートリッジ弾を撃ち込まれて苦しんでいる隙にコズミューム光線を受けて消滅した。その後もTEAM EYESのカオスヘッダー殲滅を妨害するべく、たびたび出現する。第62話ではEYESのカオスヘッダー陽動作戦の裏をかいて、カオスドルバを囮として出現させてから現れるが、ナガレにキメラミサイルを撃ち込まれて苦しんでいる隙にコズミューム光線を受けて消滅した。第64話ではトレジャーベースを乗っ取ったカオスヘッダーがコスモスによって月面に誘い出され変身。防御力もより強化されており、エクリプスブレードも素手で弾き、キメラミサイル対策にバリアーを使用した。地球での戦闘と同様にコスモスを苦しめるが、月面で地表を爆発させてむき出しになったソアッグ鉱石の光を浴びせられて苦しんでいる隙にコズミューム光線を受けて消滅した。
- スーツアクター：益田康弘[1]
- 劇中ではカラミティという名はナレーションでのみ呼称し、EYESなどからはカオスウルトラマンと呼ばれる。
- カラミティとは「災厄」という意味[17]。
- デザインは丸山浩による[1]。マスクはコスモスエクリプスモードをベースに修正された[20]。

#### その他の作品に登場するカオスウルトラマン
- 映画『ウルトラマンギンガ 劇場スペシャル ウルトラ怪獣☆ヒーロー大乱戦!』では、ウルトライブシミュレーションを楽しむヒカルたち『新ウルトラ5兄弟』の前に、プログラムのバグが原因でカオスウルトラマン（バグレー）として、カオスロイドU（バグレー）、カオスロイドS（バグレー）、カオスロイドT（バグレー）、イーヴィルティガ（バグレー）と共に出現する。主にプログラム内のウルトラマンギンガと対決し彼らを苦しめるが、ギンガとの約束を思い出し奮起した『新ウルトラ5兄弟』の合体光線に自身らもダークブレットをはじめとする合体光線で応戦するも敗れ去った。この映画で使用したダークブレットは光線状になっている。
- 映画封切前に『新ウルトラマン列伝』第37話にも先行登場している。ブラックキング（SD）の空想の中でカオスロイドU/Tを引き連れて出現するも、巨大化したブラックキング（SD）に光線を弾かれた挙句、ヘルマグマを受けて倒された。
- 『ウルトラマンゼロ&オールスターウルトラマン 超絶!!ウルトラリーグ』では、ウルトラマンゼロのウルティメイトブレスレットを狙うダークザギに洗脳され、暗黒の姿に変えられる。カオスウルトラマンカラミティに変身して光の国に潜入し、ゼロからウルティメイトブレスレットを奪ってカオスダークネスに変身するが、コスモスのフルムーンレクトで再び浄化され、元のカオスヘッダー0に戻る。そしてゼロにブレスレットを返した後、自分や怪獣軍団を操っている黒幕がダークザギであることを教える。

### カオスダークネス
第64話「月面の決戦」、第65話「真の勇者」に登場。
カオスウルトラマンカラミティが倒された直後、P87ポイントに集結していた全カオスヘッダーが一体化した実体カオスヘッダーの最強形態。コスモスに対する憎しみの心で暴れまわり、両手から破壊光線クリムゾンブレークとゴールデンライトバリアも破る破滅魔球ダークデストロイヤーを放つ。さらに、コスモスを地面に激しく叩きつけるほどの念力や、バリアーも使える。月面での戦闘でカラミティを倒したばかりのコスモスを窮地に追い込むも、TEAM EYESのカオスキメラミサイルとコスモスが最後の力を振り絞って放ったコズミューム光線で撃退されるが、それでも完全に倒されておらずカオス反応を消して地球に飛来し、カオスキメラすら受け付けないほど強化している。
説得しに来たムサシを攻撃する際に彼の勇気を感じてしぶとく復活したコスモス・コロナモード相手には苦戦するが（それでもブレージングウェーブに耐える耐久力を持つ）、とどめを刺そうとしたコスモスのネイバスター光線がエネルギー不足で撃てない隙に逆転し、コスモスをエネルギー切れ寸前まで再び叩きのめす。しかし、最後はリドリアス、モグルドン、ボルギルス、そしてお互いに分かり合い、いたわり合おうとするムサシと再融合したコスモス・ミラクルナモードの神秘の光ルナファイナルで心に訴えかけられ、ついに浄化された。
- スーツアクター：三宅敏夫[1]
- デザインは丸山浩による[1]。初稿ではイブリースを踏襲して左右非対称だったが、決定稿ではシンメトリーとなった[20]。頭部は『デビルマン』の影響で目と口の間隔を狭くして凶悪な雰囲気にしている[20]。

### その他の作品に登場するカオスダークネス
- 『ウルトラマン Fighting Evolution Rebirth』では、ネオカオスダークネスが登場。ネオカオスダークネスの客演については、ウルトラマン Fighting Evolutionを参照。
- 映画『新世紀2003ウルトラマン伝説 THE KING'S JUBILEE』では、ウルトラマンキングの誕生日を祝福するためにカオスダークネスの怪獣ダンサーカオスグランドマスターが登場し、ダンスを披露する。

### カオスヘッダー0
第65話「真の勇者」に登場。
心を得たカオスダークネスがコスモス・ミラクルナモードのルナファイナルと地球怪獣たちの声によって浄化され、怒りや憎しみから解放されて優しさを得て美しい金色の巨人になった姿。この姿で地球を去っていった。
- 声：服巻浩司
- デザインは丸山浩による[1]。

#### 『ウルトラマンサーガ』に登場するカオスヘッダー0
映画『ウルトラマンサーガ』に登場。
コスモスと和解した後は遊星ジュランで人間や怪獣たちと共存しており、パラスタンに代わりジュランの守護者となって彼らを見守っている。
- 『ウルトラマンコスモス』の時と同様にすべてCGで描かれているが、デザインは新たに描き起こされており、女神のようなイメージとなっている。当初は回想シーン以外での活躍や、それに伴うスーツの製作も検討されていた[22]。
- 同作のメモリアルBOXに封入されている絵コンテでは、バット星人によりハイパーゼットンを強化するべくスフィアと同様に拉致されるが、ゼットンに吸収されたため、ムサシ（コスモス）はカオスヘッダー0を取り戻すべくバット星人との戦いに参戦する予定だった。さらに、コスモスにハイパーゼットン（ギガント）から助け出された直後、ハイパーゼットン（ギガント）の一撃を受けて死亡する予定だった。

## 友好巨鳥 リドリアス
第1話「光との再会」他および劇場版『ウルトラマンコスモスVSウルトラマンジャスティス THE FINAL BATTLE』に登場。
相模灘の十夢良沿岸に古来から棲息し、季節の変わり目にはより南へ移動する渡り鳥の一種。現在は鏑矢諸島上空で捕獲され、怪獣保護管理センターで保護されている怪獣で、性格は温和でおとなしく人懐っこいため、ムサシに懐いている。マッハ2で飛行し、ごくまれに口から鉄板30枚を撃ち抜く光線を吐く。ムサシの輝石の風を切る音が好きで、怪獣保護管理センターのバリアー点検の際に発生する超低周波が大嫌い。カオスヘッダーに最初に取り憑かれるが、コスモスの活躍でカオスヘッダーが除去され、元の姿に戻る。それ以来、体にカオス抗体ができる。ムサシの危機を感知できるらしく、たびたび電磁シールドを破って彼を助けに飛来する。第2話では天敵であるゴルメデに挑むも、バリアーを強行突破した際に翼を負傷していたこともあり、敗れている。最終話ではモグルドンやボルギルスと共に、カオスダークネスを説得した。
- スーツアクター：三宅敏夫（テレビシリーズ）[1]、岡野弘之（劇場版第3作）[25]
- デザインは丸山浩による[1]。モデルは『ウルトラQ』のリトラ。羽根のついた怪獣は現場では邪魔だと言われるため、折り畳み式にしている[20]。『THE FINAL BATTLE』に登場した際には首から腹回りのディテールがぶよぶよだったため、筋肉っぽく処理している[20]。
- 造形物はスーツ（テレビシリーズ用と劇場版第3作用の2種類）とのほか、巣のシーン用のギニョールと飛行用人形が用いられた[1]。その後、劇場版第3作で用いられたスーツは『ウルトラマンマックス』のフライグラーに改造された[26]。
- 『コスモス』の世界（コスモスペース）のその後が描写された映画『ウルトラマンサーガ』では、複数個体が遊星ジュランで暮らしている姿が描かれている[21]。造形物は着ぐるみではなく十数センチメートルのフィギュアで表現された[27]。頭部と翼は差し替え式となっている[27]。
- 『ウルトラゾーン』第19話のアイキャッチでは、空母に着艦する姿が描かれている[28]。
- 『ウルトラマンサーガ』の後の時系列に位置する『ウルトラギャラクシーファイト 運命の衝突』のプロローグ編では、ジュランでコスモスに懐いている個体が登場。コスモスを狙ってジュランに現れたアブソリューティアンたちに自分も襲われるが、エクリプスモードに変身したコスモスに救われる。

### カオスリドリアス
第1話「光との再会」、第30話「エクリプス」に登場。
リドリアスがカオスヘッダーに憑依されてカオス怪獣化した姿。凶暴な性質となり、頭部や爪が鋭角化し、口から破壊光線を放射するようになった。ムサシの説得で一度は元に戻るが、防衛軍の攻撃に怒り、再び凶暴化する。コスモスと戦い、ルナエキストラクトでカオスヘッダーを切り離され、元に戻る。
第30話ではメビュートによって変異させられるが、体内のカオス抗体によってすぐ元に戻る。憑依していたカオスヘッダーはその後、メビュートに盾にされた際にコズミューム光線で切り離される。
- スーツアクター：三宅敏夫[1]
- デザインは丸山浩による[1]。カオス怪獣の決まりであった目を赤くし、リドリアスの腕と頭部を差し替えることで表現している[20]。

## 古代暴獣 ゴルメデ
第2話「カオスヘッダーの影」および劇場版『ウルトラマンコスモスVSウルトラマンジャスティス THE FINAL BATTLE』に登場。
瀬黒丘陵地下に棲息しており、SRCが以前捕獲に失敗した怪獣。凶暴な性格で、リドリアスとは天敵関係にある。口から光弾と火球を放つ。コスモスのフルムーンレクトでおとなしくなるが、カオスヘッダーに生命エネルギーを奪われて誕生したカオスゴルメデに殺害されてしまう。
劇場版では別個体が地中から出現し、リドリアスたちと敵に挑む。
- スーツアクター：岡野弘之（第2話）[1]、永田朋裕（劇場版第3作）[25]
- デザインは丸山浩による[1]。デザインイメージは、第一期のシンプルなウルトラ怪獣で、甲羅がついたザラガスのような感じにしており、頭部の開閉ギミックはガボラをイメージしている[20]。
- 『コスモス』の世界（コスモスペース）のその後が描写された映画『ウルトラマンサーガ』では、複数個体や親子が遊星ジュランで暮らしている姿が描かれている[21]。造形物は着ぐるみではなく十数センチメートルのフィギュアで表現された[27]。ポーズ違いのほか、子供も制作された[27]。
- 『ウルトラマンZ』においては直接は登場していないが22話において明かされたナカシマヨウコの経歴にその名前が登場。

### カオスゴルメデ
第2話「カオスヘッダーの影」に登場。
カオスヘッダーがゴルメデの生命エネルギーを奪い取って実体化したコピーのゴルメデ。牙や爪が鋭利になり、戦闘力はオリジナルを上回り、強力怪光を口から吐く。誕生直後にオリジナルのゴルメデを用済みと言わんばかりに殺害するが、怒りを爆発させたコスモス・コロナモードと激闘し、ブレージングウェーブで吹き飛ばされて爆発四散する。
- スーツアクター：岡野弘之[1]
- デザインは丸山浩による[1]。
- プロデューサーの渋谷浩康は、カオス怪獣が憑依だけでなくコピー体もあるということが確立できていなかったため、混乱する視聴者もいたことを証言している[17]。また、キャストの中でも混乱が生じていたことが語られている[31]。
- 『ウルトラマンフェスティバル2001』ライブステージ第2部「時空を越えて今～遥かなる宇宙へ～」では、カオスヘッダーが実体化した姿として2体登場。

### 古代暴獣 ゴルメデβ
第32話「悪夢の実験」、第55話「最終テスト」に登場。
以前現れたゴルメデと同種の怪獣。形態は前回のゴルメデと変わりないが、体内に摂取した防衛軍開発工場の産業廃棄物によって血液中に化学反応が起こり、体色が黄緑色に近くなっているなど異なる点がある。パワーと攻撃力は前回のゴルメデをはるかに上回っており、口から強力な火炎を吐く。さらに体内に取り込んだ防衛軍開発工場から排出された化学汚染物質の影響で自己制御ができずに体質が変化しており、レーザーネットをはじめ、麻酔弾やミサイルなどあらゆるエネルギーを吸収して自らのエネルギーに変える。新型麻酔弾ドリームスリープを踏みつけたことで錯乱し、炎を吐き続けてエネルギーを切らしたところをコロナモードになったコスモスに圧倒され、フルムーンレクトでおとなしくなって保護される。
- スーツアクター：三宅敏夫[1]
- デザインは丸山浩による[1]。デザインはゴルメデの色替え[20]。
- 資料によっては、『ウルトラマンコスモスVSウルトラマンジャスティス』に登場したゴルメデはゴルメデβが成長した姿であると記述している[24][32]。

## 襟巻怪獣 スピットル
第3話「飛べ！ ムサシ」、第32話「悪夢の実験」に登場。
地中にいたエリマキトカゲが突然変異を起こして進化したと推測されるもので、頭部に威嚇用のフード状の襟巻があり、通常は襟巻で頭部が覆われている。口から生物の神経の働きやメカの回路を止める黒い溶解液を吐き出す。夜行性でおとなしいが、空港付近の埋立地に現れて旅客機を襲う。実は埋立地の地下に卵があり、旅客機のジェット音を外敵の威嚇行為だと思ったためだった。最後は後頭部の神経中枢に麻酔弾を撃ち込まれ、卵と共に保護される。
- スーツアクター：岡野弘之[1]
- デザインは祖蔵宝太郎による[1]。カオス怪獣化しないが、形態変化の要素は第1話・第2話から引き継いでいる[17]。

## 友達ロボット イゴマス
第4話「落ちてきたロボット」に登場。
宇宙から地球に落ちてきた自己意思を有するロボットで、万能言語解読装置を内蔵しており、地球人の少年たちと友達になる。胸部から放つ光線で対象物を球体に包み、浮かばせることができ、破壊光線としても使用可能。実はビビン星のゲバンという子供の玩具で、自身の肩に貼られていたシールから、製造年が古く、電池の販売も停止したために廃棄処分されたことを知り、腕と下半身を収納した形態から、人型に変形して暴れ出す。少年たちを巻き込みかけたことで落ち着きを取り戻し、自身が大きすぎることを理由に破壊するよう懇願するが、コスモスのコスモリダクターで小さくなり、電池が切れて少年たちに託される。
- 声：石井浩
- スーツアクター：永田朋裕[1]
- デザインは丸山浩による[1]。異世界の子供のおもちゃという設定のため、ブリキのロボットのような感じで描いており、子供に遊び倒されたイメージから汚しを入れている[20]。足の形状は昭和のロボットアニメのテイストを入れている[20]。胸元の逆さのAは何かしらの意味を持たせたはずだったが、デザインを担当した丸山は思い出せなかったという[20]。
- 第4話の脚本を担当した川上英幸は、「怪獣保護」という設定に対し、無生物にはどのように対応するかを描いている[34]。
- 初期プロットでは、ピピン星との交信によってイゴマスが廃棄物であることが判明するという展開であったが、本作品の世界観が宇宙進出を目指しているものであったことから変更され、廃棄処分シールを目撃するという展開となった[17]。
- 監督の原田昌樹は、『ウルトラマンティガ』第30話でも怪獣を小さくして無害化するという展開を制作したが、その際に毎回小さくしてしまえば問題が解決してしまうとの意見が出ていたことから、本作品ではコスモスが宇宙中の力を集めたという描写とした[35]。

## カオスバグ
第5話「蛍の復讐」に登場。
カオスヘッダーが群馬県蛍ヶ村に不法投棄されていた廃棄物の中の熱や金属などの無機物を融合して創り出したもの。当初は蛍のような光を放つ小型の群れだったが、TEAM EYESの放ったレーザーのエネルギーを吸収して融合し、カオス怪獣化する。身体の大部分が金属類で構成され、熱エネルギーによって活動している。熱を放つ物体に対して攻撃する性質を持ち、麻酔弾やミサイルなどによる攻撃が効かない。戦闘能力は高く、右手から放つエネルギー吸収光線でテックサンダーのエネルギーを吸収し、触角や赤い眼を青く変色させることで強力な破壊光線を発射する。また、無機物にカオスヘッダーが憑依したため、ルナエキストラクトが通用しない。最後はネイバスター光線で爆発四散する。
- スーツアクター：三宅敏夫[1]
- 第5話の脚本を担当した川上英幸は、第4話と同様に無機物への対応を主題としつつ、コロナモードで倒すことのできる敵として創作した[34]。
- デザインは祖蔵宝太郎[注釈 9]による[1][36]。髑髏状の後頭部は、監督の村石宏實からの「悪い怪獣である証拠」という要望により取り入れられた[17]。
- 着ぐるみは『ウルトラマンネクサス』のバンピーラに改造された[37]。

## 地中怪獣 モグルドン
第6話「怪獣一本釣り」、第32話「悪夢の実験」、第55話「最終テスト」、第65話「真の勇者」に登場。
地下鉄の拡張工事で発生したマイクロウェーブで眠りを妨げられて地上に現れた怪獣で、モグラとイルカとカツオをかけ合わせたような姿をしている。名付け親はドイガキ。当初は浅い地中を移動して鞭状の長い尻尾だけを地上に出していたが、TEAM EYESの「怪獣一本釣り作戦」で地上に引っ張りあげられる。シャベル型の前肢で地中をマッハ3.5で進行する。腹部にだまし絵のような撹乱模様があり、これで敵の目をくらます。コスモスとTEAM EYESの活躍で保護された後はボルギルスと仲が良くなり、アヤノに興味を示す。
- スーツアクター：横尾和則、山崎義行[1]
- デザインは祖蔵宝太郎による[1]。
- 『コスモス』の世界（コスモスペース）のその後が描写された映画『ウルトラマンサーガ』では、複数個体が遊星ジュランで暮らしている姿が描かれている[21]。造形物は着ぐるみではなく十数センチメートルのフィギュアで表現された[27]。ポーズの異なる2種類が制作された[27]。

## 隕石小珍獣 ミーニン
第7話「空からのプレゼント」、第32話「悪夢の実験」、第55話「最終テスト」、第64話「月面の決戦」、劇場版『ウルトラマンコスモスVSウルトラマンジャスティス THE FINAL BATTLE』に登場。
ガモダマと呼ばれる宇宙金属製の隕石に入れられてやってきた小型の怪獣。2体が地球に飛来し、発見した子どもセンターの少年たちに「小さいから」という理由で命名される。性格は温和で大人しいが、ガモダマに付着していたバイオコントローラーが装着されると巨大化して凶暴なガモランに変身する。また、怒ると全身を発光させてエレクトロフラッシュという防御光線を放射する。その後、地球の文明が危険かを測定するために宇宙人少女によって送り込まれた生命体であることが明かされる。
第55話では、1体がガモランにされてもう1体はフブキに連れられて説得に向かう。
『コスモスVSジャスティス』では、イケヤマにムサシを探しに行かせろと訴え、ドイガキとの再会時にパニックになる。ムサシを復活させるため、フューチャーエナジーを届ける。
- スーツアクター：福岡まどか[1][25]
- デザインはAKIHITO真偽屋による[1][注釈 10]。モデルは『ウルトラマン』に登場したピグモン[17][3]。
- 初期プロットでは、過去にSRCの創設者を助けたことのある怪獣であり、そのことがSRC創設につながっていたという設定であった[17]。
- 『コスモス』の世界（コスモスペース）のその後が描写された映画『ウルトラマンサーガ』では、遊星ジュランで暮らしている姿が描かれている[21]。

### 隕石大怪獣 ガモラン
第7話「空からのプレゼント」に登場。
ミーニンがバイオコントローラーで巨大化した姿。コントローラーから放つガモフラッシュ光線と両手の3本爪が武器。身軽で、跳躍してコスモスを攻撃したりもするが、足元を攻撃されると弱い。コスモスにコントローラーを破壊されてミーニンに戻り、もう1体のミーニンと共に保護される。
- スーツアクター：福岡まどか[1]
- デザインはAKIHITO真偽屋による[1]。モデルは『ウルトラQ』に登場したガラモン[17][3]。
- 『ウルトラゾーン』第11話「怪獣漫才」では、ガラモンがガモランに似ていることをナックル星人が指摘する。

### 隕石大怪獣 ガモランII
第55話「最終テスト」に登場。
鏑矢諸島に保護されていたミーニンのうち、ガモランにならなかった個体が宇宙人少女にバイオコントローラーを取り付けられて変貌した姿。以前のガモランとシルエットに変わりはないが体色が異なり、肩の棘（）が無くなっている。ガモフラッシュ光線を放つ。コスモスにバイオコントローラーを破壊され、元の姿に戻る。
- スーツアクター：福岡まどか[1]

## 夢幻魔獣 インキュラス
第8話「乙女の眠り」に登場。
人間の夢の中に現れた、複眼を持つヒツジの獣人のような怪獣。オーロラのような光を別次元から発生させ、それを見た者を長時間レム睡眠状態にし、過去の苦い記憶を見させ、その時に発生する脳波を吸い取ってエネルギー源とする。普段はスモールインキュラスの姿で分裂している。瞬間移動能力や俊敏な動き、光の筒キュラスターに相手を閉じ込める光線などでコスモスを苦戦させるが、アヤノの加勢で形勢が逆転し、コスモスのプロミネンスボールで倒される。その後、ノワール星人の尖兵だったことが明らかになる。
- スーツアクター：三宅敏夫[1]
- デザインはAKIHITO真偽屋による[1][36]。
- 第8話の脚本を担当した川上英幸は、後に黒幕の存在を明かすことを想定していたが、ノワール星人とは別のものと考えていた[34]。
- スーツは第35話のラグストーンに改造された[39]。

### スモールインキュラス
第8話「乙女の眠り」に登場。
眠り続ける人々の夢の中に現れるピンク色のヒツジ。夢の中の侵入者を察知すると、凶悪な顔に変化して攻撃を仕掛ける。

## 童心妖怪 ヤマワラワ
第9話「森の友だち」、第36話「妖怪の山」に登場。
中部地方の山妾羅倭山脈の民話に「お神楽」として語り継がれている古代生物で、保護色能力を皮膚に持ち、子供や純真な心を持つ者にしか見えないと言われている。人語を理解するほど高い知能を持ち、子供が好き。性格は温厚で子供好きだが、怒ると巨大化し、その際は肩にある二対の角が伸び、牙をのぞかせる。
第36話では、過去にマハゲノムを封印したことが語られる。山を下りてきた際に偶然マハゲノムの復活に立ち会う。仲良くなった子供たちを守るために体細胞を変化させて巨大化してコスモスと共にマハゲノムと戦い、封印する。その後、再び山へと戻ってゆく。
- スーツアクター：横尾和則[1]
- デザインはAKIHITO真偽屋による[1]。造型はモンスターズによる[41]。等身大と巨大化は長さの違う腕のすげ替えなどで差別化している[17]。
- プロデューサーの渋谷浩康は、ヤマワラワと子供たちの別れは大人への成長をテーマとして含んでおり、多くの共感を得たことを証言している[17]。第36話は前回の好評と、スタッフ内にも再登場させたいという想いがあったことから制作された[17][3][注釈 12]。
- 監督の原田昌樹は、ヤマワラワと子供たちの別れを転校が多かった自身の経験を重ね合わせている[43]。
- 第36話の初期案では、ヤマワラワが都会に現れるという展開が検討されていたが、ヤマワラワの良さが出ないとして変更された[17]。
- 第36話の準備稿では、マハゲノムを倒した後、巨大なままで弱ったヤマワラワをコスモスが山へ連れ帰るという展開であったが、決定稿ではヤマワラワが体を癒やすため山へ去るという展開に改められ、さらに完成作品ではヤマワラワが望郷の念から山へ帰るという展開となった[44]。
- 『新世紀2003ウルトラマン伝説 THE KING'S JUBILEE』ではグビラ、ミクラスと共にウルトラマンキングの誕生日パーティーに向かうウルトラ戦士たちを乗せたそりを引く。
- 着ぐるみは胴体が『ウルトラマンネクサス』のアラクネアに改造された[37]。

## 青銅魔神 ゲシュート
第10話「青銅の魔神」に登場。
西アジアにある紀元前5千年ごろの古代集落跡から発掘された青銅像。人間のストレスを吸収する効果を持つが、吸収し過ぎると巨大化して、口からストレスの症状を増幅させるストレス光弾を放ちながら暴れ出すため、ストレスの影響を受けないよう地球外の成分でできたハーフミラーのケースに入っていた。このハーフミラーのケースは、ストレスに苦しむ者にしか開けることができない。ストレス光弾を連発しすぎてストレスを発散したため光弾を発射できなくなり、コスモスに発射した光弾を増幅され、リバースパイクハイパーで自らが吸収できる量を超えたストレスをぶつけられて倒され、元の青銅像に戻り、再び遺跡に戻される。青銅像は宇宙人から贈られたものであると推測されるが、真相は不明。
- スーツアクター：三宅敏夫[1]
- デザインはAKIHITO真偽屋による[1]。
- 本来は数年周期でなければ覚醒しないとされているが、ストレスの多い現代では1日で一気に凶暴化したらしい。
- 第10話は、脚本を担当した大西信介が『ブースカ! ブースカ!!』で執筆したが不採用になったプロット「ストレス風船大爆発」が元になっており、コスモスが躊躇なく戦える敵として取り入れられた[2]。

## 骨格恐竜 ムードン
第11話「動け! 怪獣」に登場。
日暮町のトンネル工事現場付近の地層で発掘された草食恐竜ムラノクラフドン（架空の恐竜）の化石がカオスヘッダーの残留エネルギーで蘇生した姿。アヤノが命名し、後述のように全く動かないことから「Don't move」をひっくり返したもの。先に発掘された自分の子供に会いたいという思いから、洞窟から動こうとしない。戦力としては頭部の巨大な一本角を用いる。工事現場の主任が遅々として進まないEYESの保護作戦に業を煮やしてダイナマイトで爆破しようとしたことから凶暴化し、麻酔弾も効かずに暴れまわるが、巨大なベニヤ板に描いた幼体の絵をコスモスが三次元合成と元素固定で実体化させ、その姿を見て涙を流して砂に還る。
- スーツアクター：三宅敏夫[1]
- デザインはAKIHITO真偽屋による[1][36]。
- プロデューサーの渋谷浩康は、視聴者である児童の母親層からムードンに共感する感想を多く受けたことを述べている[17]。

## 薄命幼獣 イフェメラ
第12話「生命の輝き」、第32話「悪夢の実験」に登場。
政府の重要施設の付近に出現した怪獣。卵から孵化するまでは500年かかるが、孵化するとわずか1日で幼獣から成獣に成長し、卵を産み落として絶命する。そのため500年周期で過去にも1000年前の平安時代と500年前の戦国時代に同族と思われる怪獣が出現した記録がある。触角から破壊光線（熱線）を発射する。フブキの3歳で亡くなった妹・サヤカに仕草が酷似している。前述の理由から防衛軍にミサイルで始末されそうになるも、EYESとコスモスに救われる。卵は鏑矢諸島に運ばれ、管理されることとなる。
- スーツアクター：横尾和則[1]
- デザインはAKIHITO真偽屋による[1]。
- 第12話の脚本を担当した武上純希は、イメージソースとしてウスバカゲロウを挙げている[3]。

## 邪悪宇宙生命体 ワロガ
第13話「時の娘（前編）」、第14話「時の娘（後編）」、第48話「ワロガ逆襲」に登場。
地球侵略を目論む生命体。ガルバスを操って暴れさせて人類に脅威を演出して怪獣を排除させる考えを植え付け、人類に怪獣のみでなく全ての地球生物を抹殺させることで自滅させようとする。さらに4年前に宇宙ステーションジェルミナIIIの建設中の事故で死亡したレニ・クロサキの頭部に変調機バイオチップを埋め込んで操り、TEAM EYESへ工作を行うと同時に、コスモスであるムサシと交流させることで、自らを倒せなくなるように仕組む。青白い光の球体となって飛行し、動きが素早く、頭の赤い発光器官を光らせてテレポートして敵を背後から奇襲する。また、両腕のソードパンチアームから発射されるアームスショットは、両腕で撃つと威力が増加する。夜行性で光に弱く、赤い頭部の発光器官が弱点。ガルバスとの挟み撃ちで一度はコスモスを下す。ガルバスの凶暴化が止まったことで再び姿を現し、瞬間移動でコスモスを圧倒するが、シンクロしていたレニに瞬間移動を無効化され、コスモスのブレージングウェーブを受け爆散する。
第48話では、同族が出現予告電波を送って人類に挑戦し、防衛軍と戦ってコスモスをおびき出して体を乗っ取ろうと企む。2度目はEYESと防衛軍を壊滅させるが、シノブリーダーとベンガルズに弱点の頭部を攻撃される。球体になって逃げようとするが、コロナモードのブレージングウェーブで再び敗北する。
- スーツアクター：永田朋裕[1]
- デザインはAKIHITO真偽屋による[1]。監督の原田昌樹の要望により、顔のない形状とされた[45]。
- 第48話は、当初は助監督の岡秀樹によって脚本が執筆されていたが不採用となり、ドラマ性を簡略化する形で右田昌万が短期間のうちに決定稿を執筆した[46]。岡による脚本では、カワヤが過去に治療できなかった女性・美夜にワロガが憑依し、美夜と同じ難病に感染した子供たちの身体を利用して復活を目論むという展開で、第13話・第14話と同じく人の命を翻弄する存在としてワロガを描いていたが、プロデューサーの渋谷浩康はハードすぎるとして反対したという[46]。
- CGショートムービー『大怪獣ラッシュ ウルトラフロンティア』では、ハンターステーションにいる宇宙人として姿が確認できる。

### カオスワロガ
PS2用ゲーム『ウルトラマン Fighting Evolution Rebirth』に登場。
カオスヘッダーにワロガが強化された姿。両腕が槍のような鋭い形状に変化し、防御力の低下と引き換えに格闘能力が向上している。アームスショットを筆頭とした光線技もさらにパワーアップしており、球体状態で乱射する光線の雨はウルトラマンでもひとたまりもない。

## 古代怪獣 ガルバス
第13話「時の娘（前編）」、第14話「時の娘（後編）」に登場。
地底に眠っていたが、ワロガに操られて暴れだした怪獣。本来はおとなしい性格だが、ワロガによって頭部に撃ち込まれた変調機のせいでエネルギープラントのタービンの高周波を聞いて目つきが鋭くなり、凶暴で破壊的な性質に変わる。武器は口から吐く火炎球で、一度はコスモスをこれでノックアウトし、敗退させる。二度目に現れた時もエネルギープラントを襲おうとするが、エネルギープラントのコントロール装置が停止すると大人しくなり、その後コスモスに保護される。
- スーツアクター：横尾和則[1]
- デザインはAKIHITO真偽屋による[1]。
- スーツはオリジナルビデオ『ウルトラマンダイナ 帰ってきたハネジロー』に登場するアーウォンの改造[47]。
- テレビアニメ『SSSS.GRIDMAN』第3話では、新条アカネの部屋の棚にガルバスのフィギュアが飾られている[48][49]。同話でグリッドマンが敗北する展開からウルトラマンを倒した怪獣でまとめられている[48][49]。

## 深海貝獣 ジェルガ
第15話「深海の死闘」、第32話「悪夢の実験」に登場。
SRCが怪獣保護管理センターで保護する唯一の海の怪獣。非常におとなしい性質でプランクトンを餌に棲息している。頭部触角先端に「超深海ライト器官」を持つ。鏑矢諸島の海底シールド内で隔離されて生活していたが、シールド発生システムが故障した際にカオスヘッダーに取り憑かれる。コスモスにカオスヘッダーを切り離される。
- スーツアクター：横尾和則[1]
- デザインはAKIHITO真偽屋による[1]。造形はモンスターズが担当[14]。

### カオスジェルガ
第15話「深海の死闘」に登場。
ジェルガがカオスヘッダーに憑依されてカオス怪獣化した姿。目付きが悪く、背中の貝が2つに割れ、中から触手アングラーフィーラーやエネルギー弾を出すように体内から変質されている。コロナモードのコロナエキストラクトでカオスヘッダーを切り離されて、元の姿に戻る。
- カオスジェルガの名称は本放送時には表記されず、後に関連書籍などで命名された[出典 13]。

## 精神寄生獣 カオスジラーク
第16話「飛ぶクジラ」に登場。
カオスヘッダーがジラークに憑依し、さらに少女・茜を胎内に取り込んでカオス怪獣化した姿。かなりの怪力で、腕からは光の鞭カオスビュート、口からは光の連射ナイフと波動弾を放ち、コスモスのフルムーンレクトも効かなくなり、左手から伸ばす光の鞭での電撃攻撃でコスモスを苦しめる。だが、少年・浩太の夢を聞いた茜の怒りが静まると動きを止め、ルナレインボーで茜が分離させられて消える。
- カオス怪獣の中で唯一肩書きが用意されている。
- スーツアクター：三宅敏夫[1]
- デザインはAKIHITO真偽屋による[1][36]。
- 第16話の脚本を担当した長谷川圭一は、カオスヘッダーを『ウルトラマンA』に登場するヤプール人のような存在と解釈したことから、人間の心に取り憑くという展開とした[52]。
- 『小説 ティガ・ダイナ&ウルトラマンガイア 超時空のアドベンチャー』では、月と太陽の力を宿すウルトラマンが怪獣を保護している世界を訪れたチャリジャが捕獲し『ウルトラマンティガ・ウルトラマンダイナ&ウルトラマンガイア 超時空の大決戦』の舞台となった地球で赤い球を確保するための戦力として使役した。ウルトラマンダイナに空中に投げ飛ばされティガが蹴り落としたサイコメザードと衝突した瞬間に、ランバルト光弾とガルネイトボンバーを受け倒された。残存した細胞はチャリジャによりカイザーギラレス13世をデーモンギラレス14世に強化するために利用された。

### フライホエールジラーク
第16話「飛ぶクジラ」に登場。
カオスヘッダーがクジラと一緒に泳ぐことを夢見る少女・茜の怒りの感情に反応し、彼女の心に寄生して生み出した幻影の巨鯨。幻影なので実体はない。
- CGで表現されている。
- 書籍によっては「フライホエール」を別名、「ジラーク」を名称としている[13]。

## 異次元人 ギギ
第17話「異次元の罠」、第44話「ギギVSゴン」に登場。
地球より科学が飛躍的に発達している2000億人もの民が住む異次元世界に住む知的生命体の種族ギギ人で、自分たちの住む次元が崩壊の危機に陥ったため、地球人の住む次元への移住を計画する。尖兵として3名の軍人が量子次元移送システムによって地球に現れ、SRC研究センターを占領し、縮小光線銃によって原子間の重力を操作し、物体や人間を縮小させる。地球人を1/100に縮小させてモデルタウンに住まわせる実験を行う。ギギAは青い目、ギギBは黄色い目、ギギCは赤い目を持ち、それぞれが目から光線を放つ。テレポートと高速移動で敵を翻弄する。ヒウラの持っていた旧型のラウンダーグリップのみ検知が可能。コスモスに倒された後、新たな移住先が見つかったにもかかわらず、あくまで地球侵略を押し進めようと考えるタカ派のギギ軍人たちが再び尖兵を送り込む。
- 声：遠藤守哉
- デザインはAKIHITO真偽屋による[1][36]。モデルは『ウルトラマン』に登場したダダ[17][3]。体の幾何学模様は、迷路が物語の舞台となっていることから、監督の村石宏實からの提案により取り入れられた[17]。
- スーツは2着制作され、巨大化も含めマスクを換えて演じている[54]。
- ギギの言葉は、村石が名前と同じにした方が子供にわかりやすいとの考えから、「ギギギギ」という音となった[17]。
- 第44話は、第17話での評判が良く、玩具発売のタイミングでの再登場となった[54]。

### 三面異次元人 ギギ
第17話「異次元の罠」に登場。
3体のギギが合体・巨大化した姿。三面の頭を回転させて目から3色の特殊破壊光線を出して攻撃するが、頭上からの攻撃に弱い。
- スーツアクター：三宅敏夫、山本論[1]
- デザインはAKIHITO真偽屋による[1]。ダダが本来想定していた「三面」を再現している[3]。
- 資料によってはプログレスを区別していない[7][1]。
- CGショートムービー『大怪獣ラッシュ ウルトラフロンティア』では、ハンターステーションにいる宇宙人として姿が確認できる。

### 三面異次元人 ギギ（プログレス）
第44話「ギギVSゴン」に登場。
再び送り込まれたギギ軍人の尖兵たちが巨大化した姿。姿は1度目と変わらないが、今回は分離して三方向からの攻撃が可能。頭上から攻撃されてもバリヤーを張って防御できるように強化されている。さらに新たな武器として重力制御光線グラビトンビームを使用し、このグラビトンビームはコスモスのコロナモードですら振り切れない。グラビトンビームによりコスモスを追い詰めるが、クレバーゴン・ジャイアントにより形勢逆転される。最後は頭を高速回転させながら放った3色の合体光線とコロナモードのネイバスター光線の打ち合いの末、押し返され敗北した。
- 書籍『ウルトラマンコスモス超全集』では頭上の弱点を補ったものがプログレスであるとしているが[53]、書籍『ウルトラマンコスモスイズム』では第17話の個体もプログレスとして紹介している[24]。

### 異次元人 ギギ・ドクター（XX01）
第44話「ギギVSゴン」に登場。
軍人たちの地球侵略計画を阻止するために、SRCのサワグチに接触した科学者のギギ人。完璧な精神と明晰な頭脳を有する次元移動と重力の権威。翻訳機の音声は男性だが、実は女性であり夫と子供もいる。名前の「XX」は女性の染色体を表している。彼女の縮小光線銃は重力メモリを縮小から拡大に変更することで拡大光線銃にもなり、それでクレバーゴンを巨大化させてコスモスを救う。
- 声：遠藤守哉
- スーツアクター：森英二[1]
- デザインはAKIHITO真偽屋による[1]。
- 『ウルトラマンプレミアステージ2』ではアーマードダークネスを狙う宇宙人軍団の一員になっており、バルタン星人やキリエロイドたちと共に軍団の幹部格。「ギーッギッギッギ」とコスモスの時以上に甲高く高揚した声で笑う。序盤ではヒッポリト星人たちと共にGUYSスペーシーの隊員たちやセブンを襲う。その後、他の幹部宇宙人や軍団と共にウルトラマンとウルトラセブンを攻撃するが、セブンのエメリウム光線で死亡、宇宙人軍団の幹部の中で最初に退場する。

### 『大怪獣バトル ULTRA MONSTERS EX』に登場するギギ
『大怪獣バトル ULTRA MONSTERS EX』第12話「襲撃！ 宇宙有翼骨獣」に登場。
ネロンガやエレキングを配下に従えて主人公たちを襲うが、主人公の怪獣に倒される。
ステータスはスピードが高いがアタックが低いのが欠点。必殺技は劇中使用した「テレポートアタック」、「グラビトンビーム」、「三面破壊光線連射」を使用する。NEO第1弾からはモチーフとなったダダとのタッグ必殺技「ダブル縮小ストンピング」が、NEO第5弾では頭部を回転させながら光線を発射する「シグナルブラスター」という新必殺技が追加された。
- 漫画版『大怪獣バトル ウルトラアドベンチャー』にも登場し、ゲーム版同様に主人公を襲うが、拡大光線銃で巨大化したピグモンに翻弄され、直後にゴモラに撃退される。

## 怨霊鬼 戀鬼
第18話「二人山伝説」に登場。
戦国時代に愛しあいながらも結ばれることができずに自害した若殿とその敵国の姫の魂が、成仏できずに怨霊となった姿。その後錦田景竜によって二人山の山中に封印されたが、封印していた刀石がダム建設のために爆破され、現代に現れる。科学的攻撃はおろか、コスモスルナモードのフルムーンレクトもすり抜ける。怨霊剣を振り回し、「どうして我らを引き裂こうとする」と唱え続ける。コロナモードのサンダースマッシュでダメージを受けてもなおも立ち上がるが、最期はシノブリーダーの説得で成仏する。
- 声：青山美帆、勝亦正
- スーツアクター：勝亦正[1]。殺陣のできる俳優として起用された[17]。
- 錦田景竜は『ウルトラマンティガ』第16話に登場する人物である。第18話の脚本を担当した川上英幸は『ティガ』第16話も執筆しており、当初は名前を伏せていたが、MBSプロデューサーの丸谷嘉彦からの後押しにより名前を明記した[34][55]。第18話のストーリーも、『ティガ』第16話と同じく妖怪とウルトラマンを絡めることを意図している[34]。
- デザインはAKIHITO真偽屋による[1]。

### 『ウルトラマンオーブ』に登場する戀鬼（紅蓮騎）
『ウルトラマンオーブ』第19話「私の中の鬼」に登場。
戦国時代に紅蓮騎（）の異名で恐れられていた騎馬武将の怨霊で、上記の個体とは違い、赤色の甲冑を身につけている他、喋ることはなく常に不気味な唸り声を上げている。見た目に似合わず動きが機敏で、口から刀に妖気を吹きかけて放つ妖気紅蓮返しという技を持つ。靴を供えれば運命の相手と巡り会わせてくれるパワーストーン想い石に封印されており、石には供えた靴を履いて運命の相手に会いに行くとされる裸足の武将として描かれている。『太平風土記』には「姫と愛し合いながらもその仲を引き裂かれ、騎馬も失い最後は裸足で命を落としたことから、幸福な恋人たちに嫉妬して婚礼に現れては花嫁を傷つける怨霊鬼となってしまったが、偉大な法師によって石に封印され、その後は自らの霊力で他人の幸せを叶えるようになった」と記されている。
友人の陽子との結婚パーティーで散々な目に遭い、彼女にわずかな嫉妬心を抱いていたナオミに、八つ当たり混じりで想い石に踵の部分が壊れたハイヒールを投げつけられたため、怨霊としてこの世に甦ってしまう。その翌日に陽子が結婚式を行うホテル前にナオミの壊れたハイヒールを履いて出現し、ホテルを破壊しようとする。そこに現れたウルトラマンオーブ（ハリケーンスラッシュ）と戦闘となり、トライデントスラッシュを躱しつつ素手でオーブスラッガーランスを受け止め投げ飛ばす。さらにオーブオリジンに変身したオーブのオーブカリバーをも刀で弾き飛ばし、その後もオーブと互角の斬り合いを繰り広げた末に妖気紅蓮返しで追い詰める。しかしナオミに自らの霊力によって幸せを掴んだ人間の映像を見せられつつ説得され、刀を捨ててオーブに自らの身を委ねることを決意。そしてオーブウォーターカリバーで魂を浄化されて成仏した。
- スーツアクター：寺井大介[59]
- デザインは後藤正行が担当した[60][61]。
- スーツは、髪の毛のみオリジナルの戀鬼からの流用で、胴体は『ウルトラマンメビウス外伝 ゴーストリバース』のメカザムの改造、頭部は新規造形である[60][61][62]。赤い全身に金色をアクセントで入れることで鎧として成立させている[61]。頭部は武居の案で、左側は誰かに切断されたイメージで鍬型となっている[61]。
- 脚本を担当した三浦有為子は『ウルトラマンX』に参加したときから戀鬼を登場させることを考えており、第19話のプロットも戀鬼ありきで執筆している[63]。監督の武居正能も助監督として『ウルトラマンコスモス』に参加しており、当時から『コスモス』第18話が好きであったことから、戀鬼に思い入れを持っていることを述べている[63][64]。
- 『太平風土記』のイラストは、助監督の宮崎龍太の妻が描いている[65]。

## ミゲロン星人
第19話「星の恋人」に登場。
宇宙旅行中に、廃棄された地球の浮遊軍事衛星アンジェリカの自動誤射に攻撃された宇宙人。男性型のレダと女性型のレカが登場。アンジェリカの攻撃事故でレカが死亡し、恋人だったレダは復讐のために地球にやってきた。肉体的にも限界の近づいていたレダは、地球人に変身してアヤノに近づき、手から発射する光線で彼女を操ってTEAM EYES司令室に侵入し、アンジェリカをジェルミナIIIに衝突させるよう操作させる。さらに自らの怒りと憎しみの象徴として、アングリラを差し向ける。しかし、アヤノに乗り移ったレカの残留思念の説得で憎しみを捨て、アンジェリカの衝突を直前のところで回避した後で消滅し、レカの元へ旅立つ。
- 出演：レダ / 小松拓也、レカ / 永塚由紀子

## 情念化身獣 アングリラ
第19話「星の恋人」に登場。
ミゲロン星人レダの恋人を失った悲しみと地球人への怒りと憎しみの情念が実体化した怪獣。コスモスを軽々と投げ飛ばす怪力を有し、目から出す破壊光線で全てを破壊しようとする。レダの憎しみが消えると力を失い、フルムーンレクトを浴びて消滅する。
- スーツアクター：三宅敏夫[1]
- デザインはAKIHITO真偽屋による[1]。

## 電撃怪獣 ボルギルス
第20話「ムサシの空」、第32話「悪夢の実験」、第55話「最終テスト」、第65話「真の勇者」および劇場版『ウルトラマンコスモスVSウルトラマンジャスティス THE FINAL BATTLE』に登場。
高出力エネルギーを好み、実験中のテクノプラズマエンジンに反応してSRC宇宙開発センター付近に現れる。体から電撃スパークを起こして相手を威嚇し、ロから火球を吐く。コスモスのエナジーシュートで700年分の高エネルギーを与えられて満腹になり、保護される。
モグルドンと仲が良く、第65話の対カオスダークネス戦と劇場版の対グローカー戦で鏑矢諸島から参戦して善戦する。
- スーツアクター：横尾和則、福岡まどか[1]、山崎義行（劇場版第3作）[25]
- デザインはAKIHITO真偽屋による[1]。
- 『コスモス』の世界（コスモスペース）のその後が描写された映画『ウルトラマンサーガ』では、複数個体が遊星ジュランで暮らしている姿が描かれている[21]。造形物は着ぐるみのほか、十数センチメートルのフィギュアで表現された[27]。フィギュアは水面から出ている部分のみ用意された[27]。

## 遊星守護獣 パラスタン
第22話「テックブースター出動せよ（後編）」および劇場版『ウルトラマンコスモス2 THE BLUE PLANET』に登場。
普段は聖光となって遊星ジュランを見守っていたが、カオスヘッダーに取り付かれてカオスパラスタンとなっていた遊星ジュランの守護獣。ルナエキストラクトでカオスヘッダーを除去されて元の姿に戻り、ラミーサプレーでエネルギーを取り戻してジュランの軌道を修復する。幾度も外敵の脅威にさらされており、過去にもカオスヘッダーに取り憑かれてカオス怪獣化し、ジュランの軌道を狂わせて星に住み着いた異星人を襲ったとき、コスモスに助けられている。
3年後、サンドロスに倒され、遊星ジュランも滅ぼされるが、『ウルトラマンサーガ』では遊星ジュラン自体は復興を遂げている。『劇場版 ウルトラマンギンガS 決戦!ウルトラ10勇士!!』では再び戦いの場となり、ウルトラマンゼロもジュランに駆けつけている。
- スーツアクター：太田智美[1]
- デザインは祖蔵宝太郎による[1]。

### カオスパラスタン
第21話「テックブースター出動せよ（前編）」、第22話「テックブースター出動せよ（後編）」に登場。
カオスヘッダーがパラスタンに憑依してカオス怪獣化させた姿。遊星ジュランの軌道をずらして地球に衝突させようとし、ジュランに来る者を襲う。手から放つ赤い破壊光弾や頭部のビームホーンから放つ電撃ビームなど、多彩な攻撃でコスモスを圧倒する。特に手から放つフラッシュスパーク弾は、コスモスの視力を奪うほど強力である。
- ナレーションの肩書きでは「遊星怪獣」と紹介されている。
- スーツアクター：三宅敏夫[1]
- デザインは祖蔵宝太郎による[1]。

### カオスパラスタンS
第22話「テックブースター出動せよ（後編）」に登場。「S」はサブスタンスの略。
パラスタンから分離したカオスヘッダーが再集合して単独で実体化した姿。カオスパラスタンとの外見上の違いは、頭部のビームホーンがやや大きく形状も醜悪にねじ曲がった点。コロナモードのソーラーブレイブキックでビームホーンを破壊された後、ネイバスター光線で爆発四散する。
- スーツアクター：三宅敏夫[1]

## 変幻生命体 ゲルワーム
第23話「ルナ対ルナ」に登場。
北陵大学鉱物研究室に保管されていたカトラ隕石に潜んでいた芋虫のような昆虫大の宇宙生物で、人間には「ドッペルゲンガー」と呼ばれ、見られた者は死ぬと噂される。他の生物のDNA情報を読み取って容姿をコピーする能力を持つ。青い個体（ゲルワームM）とピンク色の雌の個体（ゲルワームP）が登場。隕石から落ちたゲルワームMは、隕石に取り残されたゲルワームPを探すが、その途中で人工細胞を増殖させる液化ガスを浴びて巨大化する。最終的には隕石を見つけ、仲間と再会する。
- スーツアクター：横尾和則[1]
- デザインは杉浦千里による[1][36]。造形はモンスターズが担当[14]。

### ニセウルトラマンコスモス
第23話「ルナ対ルナ」に登場。
ゲルワームがコスモスに変身した姿。外見や運動能力は本物と全く同じだが声が若干低く、光線技の戦闘力まではコピーできない。本物のコスモスと戦い、最後は本物コスモスのフルムーンレクトを受けて元の姿に戻る。
- スーツ自体は本物のウルトラマンコスモス（ルナモード）と同一。

## 電磁魔獣 グラガス
第24話「ぬくもりの記憶」に登場。
交通事故で昏睡状態になった少年・高杉純にだけ姿が見える怪獣。額に埋め込まれていた石の力によって封印されていた。その姿は電波の歪みとしてしか認知されておらず、神流市で電磁波（アモルファス波）を吸収して成長する。肩から伸縮自在の触角パワーフィーラーを伸ばし、相手を捕えて高圧電流を流す。謝るふりをして不意打ちで攻撃するが、怒ったコスモスのブレージングウェーブを受けて爆破される。
- スーツアクター：横尾和則[1]
- デザインはAKIHITO真偽屋による[1]。監督の原田昌樹からの要望により、『ウルトラマンダイナ』に登場したモルヴァイアが参考にされている[43]。スーツは第36話のマハゲノムに改造された[44]。
- プロデューサーの渋谷浩康は、過去に悪事を働いたために封印されていたと述べている[17]。

## スレイユ星人 ラミア
第25話「異星の少女」に登場。
将来脅威になりうる星を抹消するために宇宙からカプセルに入って飛来した宇宙調査員で、グインジェを勝手に起動させた地球人を好戦的な種族と判断する。人間と同じ姿をしており、争いは好まない。カワヤ医師の優しさで地球人すべてが好戦的でないことを知り、それを伝えるために帰還した。
- 出演：ベッキー
- ベッキーは第25話監督の原田昌樹が手がけた『ブースカ! ブースカ!!』第12話にも出演しており、原田は大人になる前にもう一度撮っておきたいとの考えから彼女を起用した[67]。衣裳もベッキーが『ブースカ』で演じたルルーのイメージを継承している[67]。

## 惑星破壊ロボット グインジェ
第25話「異星の少女」に登場。
スレイユ星人が好戦的な惑星を事前に滅ぼすために改造したロボット兵器。宇宙船形態からロボット形態に変型し、さらに分離して攻撃することもできる。ラミアが持っていたコントロールボックスを奪った不良たちが、起動スイッチを押したため起動する。ビルの壁面にへばりつき、一週間隠れる。武器は砲門からのレーザーと、爪状の右手、左手の巨大なはさみ。特に左手のはさみは、身体を締め付けられたルナモードのコスモスが、容易に振り払えないほど強力である。最大の武器は腹部に装備されたその星のコアに発射する惑星消滅ミサイルだが、劇中では未使用に終わる。最期はラミアがプログラムを解除したため、元の宇宙船に戻った。
- スーツアクター：永田朋裕[1]
- デザインは杉浦千里による[1][36]。
- 脚本ではイレイザスという名称であった[67]。
- 2003年での『ウルトラマンフェスティバル』のライブステージに登場。マグマ星人、チャンドラー、マグラー、ウルトラマンレオに化けたババルウ星人、ウルトラマンジャスティスと共同戦線を張るが、コスモス、レオ兄弟、ウルトラマンゼアス、ウルトラセブンに敗れる。

## 宇宙怪獣 ザランガ
第27話「地球生まれの宇宙怪獣」に登場。
妊娠中の宇宙怪獣。出産の時期が近づくと体温が急上昇して大量の熱を放出する性質を持つため、体の熱を冷やすために海の惑星である地球に飛来してきた。火薬の臭いを極端に嫌う性質がある。江戸時代の文献にも来訪したと思われる記述がある。ルナモードのルナコールドで体を冷やされトランスバブルで海に運ばれ海中で出産した後、ベビーザランガと共に宇宙に飛び立った。
- スーツアクター：三宅敏夫[1]
- デザインは祖蔵宝太郎による[1]。造形はモンスターズが担当[14]。
- プロデューサーの渋谷浩康は、年明け1本目の正月ごろの放送となることからおめでたい話としたことを述べている[17]。

### ベビーザランガ
第27話「地球生まれの宇宙怪獣」に登場。
ザランガが無事海中で出産した子供。生まれてすぐに飛行することができ、母親と宇宙に帰ってゆく。
- デザインは祖蔵宝太郎による[1]。

## 毒ガス怪獣 エリガル
第28話「強さと力」に登場。
凶暴性はなく性格はおとなしいが、攻撃を外敵から受けると自己防衛本能で両肩の噴出口から有毒ガスを噴出する性質を持つ。同族が以前にTEAM EYESが保護に失敗し、抹殺した。カオスヘッダーに対する免疫を持っていたが、TEAM EYESの放った麻酔弾の影響で制御できなくなり、カオスヘッダーに侵食される。ガスの成分が鉄塔を腐食させるほど強力になり、口からも毒ガスが吐けるようになる。カオスヘッダーが進化を続けた影響でルナエキストラクトが効かなくなり（カオスヘッダーイブリースがコスモスの能力を分析したため）、コスモスを苦しめる。コスモスの空手技である程度弱り、最大の力で放ったコロナエキストラクトでカオスヘッダーは切り離されるものの、肉体が激しい戦いの負荷に耐えられず、カオスエリガルが倒されると同時に息を引き取ってしまった。ムサシとコスモスは大きなトラウマを残し、以降ルナエキストラクトおよびコロナエキストラクトを使わなくなった。
- スーツアクター：永田朋裕[1]
- デザインは祖蔵宝太郎による[1][36]。
- 『コスモス』の世界（コスモスペース）のその後が描写された映画『ウルトラマンサーガ』では、複数別個体が遊星ジュランで暮らしている姿が描かれている[21]。造形物は着ぐるみではなく十数センチメートルのフィギュアで表現された[27]。

### カオスエリガル
第28話「強さと力」、第29話「夢みる勇気」に登場。
エリガルに取り付いたカオスヘッダーがオリジナルのエリガルから分離して姿をコピーして実体化した姿。両腕が鋭い鎌カオス・メタルアームになっており、裂けた胸の中央部の突起からはエネルギー波を放つ。コロナモードのブレージングウェーブで爆破された。
第29話ではコスモスのトラウマを利用したカオスヘッダーメビュートがコスモスをエネルギー切れにさせるために変身した。
- スーツアクター：永田朋裕[1]
- デザインは祖蔵宝太郎による[1]。

### 毒ガス怪獣 エリガルII
第63話「カオス激襲」に登場。
以前助けられなかったエリガルと同種族の怪獣。カオスヘッダーがTEAM EYESと防衛軍のカオスヘッダー殲滅作戦を妨害するための囮として出現させた。カオスヘッダーに取り付かれ、カオスエリガルIIに変化させられるが、最後は先述のトラウマを乗り越えたコスモスに救われた。その後は保護されたと思われる。その間に別のカオスヘッダーはトレジャーベースの占拠に成功してしまった。
- スーツアクター：永田朋裕

#### カオスエリガルII
第63話「カオス激襲」に登場。
エリガルIIがカオスヘッダーに憑依されてカオス怪獣化した姿。最後に登場したカオス怪獣である。以前の個体と同様肩から毒ガスを噴射する。カオスヘッダーの進化によりカオス抗体ミサイルも効かなくなったが、コスモスに毒ガスを出さない体（両肩の噴出口が退化し消滅した）に細胞を変化させられると、コズミューム光線でカオスヘッダーを分離され元に戻った。
- スーツアクター：永田朋裕[1]
- デザインは祖蔵宝太郎による[1]。

## スーパーハイテクロボット クレバーゴン
第29話「夢みる勇気」他に登場。
少年時代のムサシが木本博士からもらった小型のハイテクロボット。ムサシがSRCに入隊後は、幼なじみのショージの弟ユウキのもとにあった。
- 声：桜井浩子

### カオスクレバーゴン
第31話「ゴンを救え」に登場。
クレバーゴンがカオスヘッダーに襲われたムサシを庇い、カオスヘッダーに取りつかれて巨大・凶暴化した姿。基本的にクレバーゴンとしての人格は失われているが、コスモスとの戦いの中でムサシの言葉に応じて動きを止め、彼の処置を待つ。急激に巨大化した身体を維持するために必要なエネルギーを得るため、腹部から自動車を取り込む。頭部から破壊光線を発射し、接近戦では右手のはさみで相手を締め付ける。人工知能のコアの高密度のバイオチップの一つにカオスヘッダーが憑依し、そのチップだけを破壊しないとクレバーゴンが死ぬ、あるいはさらに凶暴化するため、コスモスはコズミューム光線をその一点に集中させ、元に戻すことに成功した。
- スーツアクター：山本諭[1]
- デザインはAKIHITO真偽屋による[1]。自動車を取り込んだ点は『ウルトラセブン』のクレージーゴンをオマージュしている[17][3]。造形はモンスターズが担当[17][14]。
- テレビアニメ『SSSS.GRIDMAN』第8話では、新条アカネの部屋の棚にカオスクレバーゴンのフィギュアが飾られている[48][49]。同話に登場するメカグールギラスに合わせてメカ系怪獣でまとめられている[48][49]。

### クレバーゴン・ジャイアント
第44話「ギギVSゴン」に登場。
ギギに苦戦するコスモスを助けるために、ギギ・ドクターが縮小光線銃の機能を逆転させて原子間の重力を操作してクレバーゴンを巨大化させたもの。突然の登場にギギ・プログレスの士気が崩れ、コスモスを勝利へ導く。コスモカウサーで元の大きさに戻った。
- スーツアクター：横尾和則[1]
- デザインはAKIHITO真偽屋による[1]。
- 造形はモンスターズが担当[14]。着ぐるみはカオスクレバーゴンの改造[17]。
- 第44話は、第31話の後に玩具が好評であったことから、同じく人気怪獣のギギとの同時登場となった[54]。

## 岩石怪獣 ネルドラント
第33話「怪獣狙撃手（ハンター）」、第55話「最終テスト」に登場。
古代恐竜の一種にあたる攻撃的ではないおとなしい怪獣。傷を負うと生まれた場所に帰ろうとする習性を持ち、防衛軍の施設に装備されていた電磁シールドで深手を負ったため、生まれ故郷の龍巌山に向かう。保護しようとするが、ナガレの妨害で失敗となり、さらに重傷を負う。カオスヘッダー部分を除去された後は鏑矢諸島に保護され、ドイガキが作った薬でリハビリに入る。リハビリ後は元気な姿を見せた。
- スーツアクター：横尾和則[1]
- デザインはAKIHITO真偽屋による[1]。

### カオスネルドラント
第33話「怪獣狙撃手（ハンター）」に登場。
ネルドラントがカオスヘッダーに憑依されてカオス怪獣化した姿。口から高熱弾（炎）を吐く。コスモスにネルドラント本体と分離され爆破された。
- スーツアクター：横尾和則[1]
- デザインはAKHITO真偽屋による[36]。

### 岩石怪獣 ネルドラントII
第40話「邪悪の巨人」に登場。
以前登場したネルドラントと同種の怪獣。地底で眠っていたが、コスモスとカオスウルトラマンの戦いによる震動によって覚醒する。カオスヘッダーが除去された後は保護された。
- スーツアクター：三宅敏夫[1]
- 着ぐるみはネルドラントをリペイントしたもの。その後、『ウルトラマンネクサス』のリザリアスに改造された[37]。

#### カオスネルドラントII
第40話「邪悪の巨人」に登場。
ネルドラントIIがカオスウルトラマンの放ったカオス光弾ダークネスウィールでカオス怪獣化した姿。爪や耳先、背中が鋭角になり、口から高熱弾を吐く。カオス抗体ミサイルでカオスヘッダーは除去された。
- スーツアクター：三宅敏夫[1]

### ネルドラント・メカレーター
第43話「操り怪獣」に登場。
以前出現したネルドラントと同種の怪獣がノワール星人に改造され、メカレーター化した姿。麻酔弾が効かず、傷ついても痛みを感じなくなっている。頭部にコントロール装置ブレインコントロールマシンが埋め込まれ、右腕が強化改造されていて、怪力を発揮する。フルムーンレクトや麻酔弾が通用せず、コズミューム光線で埋め込まれたメカを全て除去されるが、結局拒絶反応でショック死し、亡骸はコスモスによって宇宙に運ばれた。
- スーツアクター：三宅敏夫[1]
- デザインはAKIHITO真偽屋による[1][36]。

## 古代海神 レイキュラ
第34話「海神の怒り」に登場。
謎の古代文明に造られた環境保全装置で、音笛海岸沖の海底に沈んでいたが、海が汚染されたために起動する。両手からバブル状の破壊球（破壊エネルギー弾）を連射して辺りを焼き払う。七色の巻き貝が発する音を聞き取ることができる「白き心を持つ者」である吉井ユカリが、音笛海岸の「流星の石」の窪みの正しい位置に巻き貝を納めることで怒りを鎮められた。
- スーツアクター：永田朋裕[1]
- デザインはAKIHITO真偽屋による[1]。

## 催眠魔獣 ラグストーン
第35話「魔法の石」に登場。
空飛ぶ円盤に潜む謎の異星人に操られる怪獣で、ラグストーンコアと呼ばれる奇怪な館に擬態して人々を誘い込み、目から発射する催眠光線で、人間の脳波を刺激して潜在能力を高め、その代わりに人間の感情を司る部分の脳波を吸収する。フットボール型の頑強な体はネイバスター光線が効かず、ランニングタックルを駆使した攻撃をする。コスモスのフィールワーマーで感情に訴えかけられて身動きが取れなくなり、ため込んだ感情を放出。分が悪いと思った円盤に回収された。
後に、操っていたのはノワール星人だったことが判明した。
- スーツアクター：永田朋裕[1]
- デザインはAKIHITO真偽屋による[1]。監督の原田昌樹からの要望でアメフト選手のイメージが取り入れられている[39]。スーツはインキュラスの改造[39]。
- 脚本では館の中心にある石が巨大化してラグストーンになるという設定であった[39]。
- 準備稿ではラグストーンは巨大化後、光線でビルを破壊するという展開であったが、原田は街の破壊が目的ではないとの考えから、人々の感情を吸い取るという描写とした[39]。コスモスとの戦闘シーンも光線技での戦いから、アメフト風の動きに変更された[39]。
- 第35話の脚本を担当した川上英幸は、薬物問題を子供にわかりやすく表現することをテーマとしている[34]。一方、脚本ではラグストーンの光を浴びた者は禁断症状や攻撃性が生じるという展開であったが、映像では虚脱状態となる形に変更された[39]。

### ラグストーン・メカレーター
第53話「未来怪獣」に登場。
以前出現したラグストーンがノワール星人に強化改造された姿。地球怪獣には耐えられなかった強化改造（メカレーター化）にも耐えうる強靭な肉体を持っていたようで、筋力と全身のボディ剛性が強化され、強化されたランニングタックルと新たに装備された両肩の光弾で攻撃する。ノワール星人の円盤との連帯攻撃でコスモスを苦しめ、エクリプスモードさえもあと一歩まで追い詰めるが、アラドスに時空の彼方へ追放された。
- スーツアクター：永田朋裕[1]
- デザインはAKIHITO真偽屋による[1]。

## 伝説悪鬼 マハゲノム
第36話「妖怪の山」に登場。
かつてヤマワラワによって奥日高村に封印された妖怪。村の伝承ではマハゲラと呼ばれ、国を滅ぼす力を持つと言われていた。道路拡張工事で奥日高伝説の封印の祠が動かされて現代に復活する。麻酔弾が効かない特異体質を持っており、ゴリラのようにドラミングし、パワージョーズとも呼ばれる歯と鋭い角を用いた攻撃を行う。最後は、ヤマワラワによって再び封印された。
- スーツアクター：三宅敏夫[1]
- デザインは祖蔵宝太郎による[1]。イメージは獅子舞[44]。
- スーツはグラガスの改造[44]。その後、『ウルトラマンメビウス』のレッサーボガールに改造された[72]。
- 準備稿ではコスモスがコズミューム光線で倒すという展開であった[44]。
- 映画『新世紀2003ウルトラマン伝説 THE KING'S JUBILEE』ではウルトラマンキングの誕生日を怪獣たちと共に祝福する。

## 地底怪獣 テールダス
第37話「フブキ退任?!」、第55話「最終テスト」に登場。
1年前にTEAM EYESが保護に失敗した怪獣で、その際にフブキが放った不発のNX弾を背中に付着したままとなっている。爬虫類の容姿を有し、眼を6個持ち、地底や地上など輝度の異なる場所で使い分けている。最後はNX弾とカオスヘッダーを除去され、鏑矢諸島に保護された。
- スーツアクター：森英二[1]
- デザインはAKIHITO真偽屋による[1]。造型はモンスターズが担当[17]。膝をつかないことが意識されており、造型でも再現されている[17]。

### カオステールダス
第37話「フブキ退任?!」に登場。
テールダスがカオスヘッダーに憑依されてカオス怪獣化した姿。高い跳躍力を持ち、突進して攻撃する、エクリプスモードのコズミューム光線で元の姿に戻った。
- スーツアクター：森英二[1]
- デザインはAKIHITO真偽屋による[1][36]。

### テールダス・メカレーター
第43話「操り怪獣」に登場。
以前現れたテールダスと同種の怪獣がノワール星人にメカレーター化された姿。頭部に指令を受けるメカブレインコントロールマシン（未完成）、全身数か所に筋力を高めるメカが埋め込まれている。地底から現れてNW電波で遠隔操作されるが、脳神経が拒絶反応を起こして口から泡を出してすぐにショック死した。
- スーツアクター：永田朋裕[1]
- デザインはAKIHITO真偽屋による[1]。

## 潜入宇宙人 ベリル星人
第38話「オヤジ星人」に登場。
マゼラン星雲の彼方にあるS13星系に属する星に住む軟体動物のような宇宙生命体。その姿は触手を持つプランクトンに似ている。地球侵略計画のために複数体が地球に潜入し、警官などに成りすましたり、地球人を乗っ取って潜伏していた。しかし喜多浦食品株式会社第三営業部に勤めるサラリーマンの草野忠雄を乗っ取った1体は、草野の家族と触れあい、地球人に感情移入する。草野は納豆ラーメン「ねばるっしょ」を販売する。最後は草野と分離した。
- 演：赤星昇一郎（草野忠雄） / 藤原鉄苹（警官）
- 演じた赤星は、当時中学生であった自身の息子から本作品を観て「格好いい」と言われ喜んだという[74]。

## 侵略変形メカ ヘルズキング
第38話「オヤジ星人」に登場。
ベリル星人が地球侵略のために開発したロボット兵器。テトラポッドタイプの宇宙船型の第1形態でSRC研究施設の貯蔵プラントや変電所のエネルギーを吸収してパワーを蓄え、そこから細かいパーツに分解、再構築するようにして人型の第2形態に変型する。ダイヤモンドの500万倍の硬度を誇るベリル星原産のベリル鉱石製の硬いボディと両腕に収納されたスーパーキャノンヘルズガン（ヘルズキャノンとも）でコスモスを苦戦させるが、草野に憑依したベリル星人のアドバイスで弱点の喉を攻撃され、機能停止した後コロナモードのブレージングウェーブで破壊された。
- スーツアクター：三宅敏夫[1]
- デザインはAKIHITO真偽屋による[1]。特技監督の鈴木健二は西部劇風の戦いを撮りたいとの考えから、デザインもガンマン風と要望した[76]。造形はモンスターズが担当[14]。
- 変形シーンは、これまでにない変形をやりたいという鈴木からの提案により、独特な描写となった[17]。

### 対カオスヘッダー殲滅兵器 ヘルズキング改
第61話「禁断の兵器」に登場。
統合防衛軍がヘルズキングの残骸を極秘に回収し、対カオスヘッダー用兵器として強化改造を施したもの。ソアッグ鉱石のエネルギーを増幅するソアッグ反応炉を体内に装備している。以前との違いは、頭部にとさかのようなものが付いており、体の色が青から紫に変わっている。しかし、電子頭脳に仕込んでいたベリル星人のセキュリティーシステムによって暴走する。弱点の喉は修正され、コスモスコロナモードのネイバスター光線にも耐えるほど強化改造が施されている。両腕にはヘルズガンの代わりに、新たにソアッグビーム砲が装備されている。ソアッグビーム砲は高濃度のソアッグビームとカオスヘッダー抗体によって物質を原子レベルで分解・消滅する威力があり、一撃でコスモスをダウンさせる。しかし、コスモスエクリプスモードとの戦闘中に喉の装甲が破壊され、ヘルズキングを人類の希望でないと判断したヒウラキャップの決断で、コスモスのコズミューム光線とEYESの攻撃で破壊された。
- スーツアクター：三宅敏夫[1]
- デザインは祖蔵宝太郎による[1]。
- 着ぐるみはヘルズキングの改造。[要出典]
- ヘルズキングの再登場は、第38話監督の市野龍一と脚本の増田貴彦が酒の席で発想した[78][74]。
- 映画『新世紀2003ウルトラマン伝説 THE KING'S JUBILEE』ではウルトラマンキングの誕生日を怪獣たちと共に祝福する。

#### 『セブンガーファイト』に登場するヘルズキング改
『セブンガーファイト』第2話「本家特空機の意地を見せろ」に登場。
地球防衛軍アメリカ本部が総力を挙げて撃破したヘルズキングを改修したとされる宇宙ロボット。軍の戦力とするべく秘かに日本の統合先進装備研究所にて管理されていたが暴走し、栃林市石舟山にてナツカワハルキの操縦するセブンガーと戦闘を繰り広げる。最期はぶつかり稽古の要領によるパワー勝負の末にセブンガーのうっちゃりによって崖下に転落して、活動を停止する。
- スーツは当時のものを使用している[81]。光線の合成も当時のものを再現している[81]。

## 破滅可変マシン サイドバクター
第41話「緑の逃亡者」に登場。
K57星系のエクステル星で造られた可変型ロボット兵器で、スティールバクトという宇宙鋼鉄で構成されており、自己修復機能を備える。グリーンベルト星の人型宇宙植物生命体を根絶するようプログラミングされており、エクステル星のアンドロイドが破壊されたため、活動を開始する。頭頂部から発射する破壊光線・エネミロッドビームが武器。コスモスコロナモードのネイバスター光線で粉々にされた。
- スーツアクター：三宅敏夫[1]
- デザインはAKIHITO真偽屋による[1]。有機的なフォルムのヘルズキングに対し、直線的なデザインとなっている[17]。

## エクステル星のアンドロイド
第41話「緑の逃亡者」に登場。
K57星系のエクステル星で造られたアンドロイド。グリーンベルト星の人型宇宙植物生命体を追跡・根絶するようプログラムされており、最後の生き残りを追って地球に来た殺戮兵器。怪力の持ち主で鉄パイプなどは簡単に折り曲げる。グリーンベルト星の人型宇宙植物生命体が息絶える直前に種族を残すための種を植え付けられた三条寺カスミを襲うが、フブキに射殺された。
- 出演：杉崎浩一

## グリーンベルト星の人型宇宙植物生命体
第41話「緑の逃亡者」に登場。
K57星系のグリーンベルト星に住む植物から進化した知的生命体。エクステル星との戦争で母星が壊滅し、その最後の生き残りが地球に来た。エクステル星のアンドロイドに殺害されるが、絶命する寸前に近くにいた三条寺カスミに種族を残すために種を植え付けた。
- 出演：水谷悦子
- 監督の石井てるよしは、特殊メイクや被り物では安っぽくなってしまうとの考えから、俳優の顔のみ緑色に塗り、全身はCGで表現した[82]。石井は体が溶ける描写についてはうまくいかなかったと述べている[82]。

## ソル
第42話「ともだち」に登場。
地球の中学生、堀村俊司と偶然通信が繋がった異星の少年。生物学者の父親と共にデルゴランを追って星々を渡り歩いていたが、衛星プティワールでカオス怪獣化したカオスデルゴランに襲われて父親が死亡し、宇宙艇に1人取り残されていた。
- 出演：清水佑樹 / 声：摩味
- 別名は、書籍によっては異星の少年[1]、宇宙少年[12][13]と表記している。

## 彗星怪獣 デルゴラン
第42話「ともだち」に登場。
赤い彗星と共に星間を渡り歩いている穏やかな性質の怪獣。宇宙では背中のマント状の皮膜を展開して飛行し、ワープ移動もできる。カオスヘッダーが除去された後は地球を去った。
- スーツアクター：永田朋裕[1]
- デザインはAKIHITO真偽屋による[1]。

### カオスデルゴラン
第42話「ともだち」に登場。
デルゴランが衛星プティワールでカオスヘッダーに憑依されてカオス怪獣化した姿。マスクのような外皮で顔が覆われて眼が5つになり、口からコメティットビームを連射し、翼のスペースウィングで高速回転し土煙を巻き起こす。ソル親子を襲った後、地球に飛来した。コスモスエクリプスモードのコズミューム光線でカオスヘッダーを取り除かれた。
- スーツアクター：永田朋裕[1]
- デザインはAKIHITO真偽屋による[1]。

## 怪獣狩人 ノワール星人
第43話「操り怪獣」、第53話「未来怪獣」に登場。
J34星系のノワール星から来た悪意に満ちた合理的で貪欲な種族の異星人。怪獣を生きた資源と捉えていて、母星の怪獣を改造（メカレーター化）して操っていたが、乱獲で絶滅したため、地球怪獣を労働力として利用しようとする。インキュラスやラグストーンを送り込んだ黒幕であり、これらを用いて地球人を研究していた。頭部と拳から衝撃光線（破壊光線）を出して攻撃する。地球怪獣の捕獲を円滑にするべく、交渉相手としてムサシに接触したが聞き入れられず、駆けつけたフブキに射殺される。死ぬ間際にネルドラント・メカレーターを起動させた。
メカレーター事件の後にアラドスの時空超越能力を狙って再来するが、コスモスに円盤ごと倒された。
- 声：稲田徹（第53話）
- 演（黒装束の男）：ボブ鈴木（第43話）
- スーツアクター：小宮啓志[1]
- デザインはAKIHITO真偽屋による[1]。
- 第43話の脚本を担当した川上英幸は、抽象的な存在であるカオスヘッダーに対し、地球人と対話可能だが反面教師的な存在とすることで、怪獣保護のあり方を見せることを意図している[34]。

## 伝説妖精 ムゲラ
第45話「遊園地伝説」に登場。
N66星系レクリエ星出身で、地球への旅行中に仲間とはぐれて地球に取り残された。レクリエ星の巨大宇宙船（プレジャーパーク）によく似た日本の遊園地ファンタジーランドに棲みつき、子供たちに目撃されて都市伝説となっていた。地球人の小学生低学年程度の知能を持ち、壊れたものを直す治癒能力で少女時代のアヤノの人形やこうだい少年の怪我を治す。また、ヒーリングパワーで人の心を癒す。レクリエ星のUFO・プレジャーパークが迎えに来て、こうだい少年に別れの言葉を告げ帰って行った。
- 声：嶋方淳子
- スーツアクター：福岡まどか[1]
- デザインはAKIHITO真偽屋による[1]。造型はモンスターズによる[17]。
- 円谷プロダクションと関わりの深い向ヶ丘遊園の閉園が決定したことから、遊園地を舞台とし、同所がロケ地にもなった[17][83]。

## 浄化宇宙人 キュリア星人
第46話「奇跡の花」に登場。
300年ほど前に宇宙船の故障で地球に不時着した異星人で、霧隠村の人々に助けられ、以来山野という青年医師の地球人の姿になって診療所を開いて村で暮らしていた。毒物を吸収して中和するブリーズパワーという能力で、村の付近に落下した隕石に付着していた種から繁殖した宇宙植物から定期的に撒き散らされた毒素を含んだ有害な花粉を吸収する（その植物を燃やすとさらに強力な毒が放出されるため）。しかし次第に毒素を押さえきれなくなって暴走する。最後はコスモスエクリプスモードのコズミューム光線により宇宙植物と自身の毒素をまとめて排出してもらい、暴走から解放された。
- 出演（山野）：角田英介
- スーツアクター：太田智美[1]
- デザインはAKIHITO真偽屋による[1]。
- 映画『新世紀2003ウルトラマン伝説 THE KING'S JUBILEE』では他の怪獣と共にウルトラマンキングの誕生日を祝福する。

## 共生宇宙生命体 ギリバネス
第47話「空の魔女」に登場。
地球侵略を企む2,000を超える宇宙船団の尖兵。人型のギリと吸血生物バネスが共生合体した姿で、ギリはバネスに寄生して自らの血を吸わせ、その代わりバネスから空中移動能力を与えられている。名前はTEAM EYESのドイガキが名付けた。
- スーツアクター：三宅敏夫[1]
- デザインは祖蔵宝太郎による[1]。

### ギリ
第47話「空の魔女」に登場。
格闘戦が得意なギリバネスの片割れの人型異星人で、両腕に有した鋭い爪カットフックで鉄塔も切り倒す。腕からライブレッド光線を放ち、テレポートも使える。バネスが倒されると戦意喪失し自爆。彼女らの死と共に宇宙船団は地球を諦めて去って行った。
- スーツアクター：三宅敏夫
- デザインは祖蔵宝太郎による[1]。
- 脚本ではコスモスに倒されるという展開であったが、監督の原田昌樹は共生相手を失い帰る場所もなくなった相手にコスモスが追い打ちをかけるようなことをすべきではないとの考えから自爆するという展開に変更した[84][85]。
- 準備稿では、ドイガキは「地上の悪魔」を命名の由来としていた[85]。

### バネス
第47話「空の魔女」に登場。
ギリバネスの片割れの羽型吸血生物で、フブキのかつての同僚である防衛軍のCHARGERSのパイロットで飛行訓練中に失踪したミサキ・アイに化けてSRCに潜入する。地球人の血を好んで吸い、目からは一発で戦闘機を撃ち落とすグラビジョンビームを発射する。テックスピナー2号のソアッグビームで爆破された。
- 出演（ミサキ・アイ）：石橋奈美
- 雑誌『宇宙船YEAR BOOK 2003』では、人間体の名称をアイII（赤い服の女）と記載している[7]。
- デザインは祖蔵宝太郎による[1]。監督の原田昌樹の要望により、B2爆撃機をイメージしている[85]。
- 準備稿では、ドイガキは「空の悪魔」を命名の由来としていた[85]。

### 共生宇宙生命体 ギラッガス
第58話「復讐の空」に登場。
以前地球に来たギリバネスと同種族の異星人。仲間の復讐をするために地球征服を断念した上層部に反発して追放された。
ギラッガスとは一族を追放された者に与えられるコードネームで、人型はギラッガスM、羽型はギラッガスFと呼ばれる。
- スーツアクター：三宅敏夫[1]
- デザインは祖蔵宝太郎による[1]。
- 準備稿ではギリバネスIIという名称であった[86]。
- 監督の原田昌樹は、ギラッガスMとギラッガスFの関係性を「ヤクザ映画の男女」と述べている[86]。人間体を演じた石橋奈美と川本淳市は、どちらも原田が監督したVシネマに出演していたことから起用された[86]。
- 映画『新世紀2003ウルトラマン伝説 THE KING'S JUBILEE』では他の怪獣と共にウルトラマンキングの誕生日を祝う。

#### ギラッガスM
第58話「復讐の空」に登場。
ギラッガスの片割れの人型異星人。腕から放つライブレッド光弾が戦力。地球上の大気と重力では長時間巨体を保てず、地球人に変身して復讐の準備を進めていた。ムサシが和解を求めている途中で防衛軍特務部隊に包囲されたため、巨大化して反撃するが、最後はFの説得で戦いを断念。仲間の元に戻る決意をした。
- 出演（人間体）：川本淳市
- スーツアクター：三宅敏夫
- 書籍『宇宙船 YEAR BOOK 2003』では、人間体の名称を青い服の男と記載している[7]。
- デザインは祖蔵宝太郎による[1]。

#### ギラッガスF
第58話「復讐の空」に登場。
ギラッガスの片割れの羽型生物。バネス同様ミサキ・アイの姿に変身している。
- 書籍『ウルトラマン画報 下巻』では、人間体の名称を女性エイリアンと記述している[10]。
- デザインは祖蔵宝太郎による[1]。

## 甲殻怪獣 アルケラ
第49話「宇宙の雪」に登場。
森林地帯に現れた昆虫の特徴を持つ怪獣。口からアポトーシスの際の余剰エネルギーを変化させた爆光弾（青熱弾）を発射する。その正体は保護対象生物となっているスノースターの成獣である。アポトーシスが起きることで身体を蛹（さなぎ）化し、体内の強大なエネルギーを放出し終えると無数のスノースターに分裂変態する性質を持つ。当初はスノースターとの関係やアポトーシスの件が明らかでなかったため、死にかけてさまよっていると思われる。
- スーツアクター：永田朋裕[1]
- デザインは祖蔵宝太郎による[1]。
- 第49話の内容は、脚本を担当した大西信介が『ウルトラマン80』のころに発想したプロットが元になっており、北海道出身の大西は雪虫の生態から着想を得ている[2]。
- その後、頭部が『ウルトラマンネクサス』のアラクネアに、胴体がバグバズンブルードに改造された[37]。
- 映画『新世紀2003ウルトラマン伝説 THE KING'S JUBILEE』では他の怪獣と共にウルトラマンキングの誕生日を祝う。

### 神秘群獣 スノースター
第49話「宇宙の雪」に登場。
宇宙空間に群生している小型の宇宙生物。放射性廃棄物などを食べるので防衛軍の有益な保護対象生物に指定されている。アストロノーツの間では、スノースターに願いごとをすれば必ず叶うと言い伝えられている。
- 造形物はなく、CGで表現された。脚本では雪のように降るという描写であったが、特技監督の鈴木健二は動きが欲しいと考え、カモメのような動きが取り入れられた[76]。

## 密輸怪獣 バデータ
第50話「怪獣密輸!?」、第55話「最終テスト」に登場。
ジャングルの洞窟にあった卵から孵化したばかりのところを密輸業者の山井に捕まり、日本にペット用として密輸入された怪獣。一体は警察が保護。卵付近には、光るキノコが群生している。免疫力が高く毒素や劇薬などをも栄養源とすることができる益獣だが、山井に唯一体質に合わないハビルニアル毒素を主成分とした成長抑制剤「HKP」を注射されたため全身に黄色い斑点が現れて突然変異を起こして急成長し、幻覚症状を起こして暴れ出す。コズミューム光線で毒素を取り除かれた後はもう一体も保護された。
- スーツアクター：三宅敏夫、山本論[1]
- デザインはAKIHITO真偽屋による[1][36]。
- 着ぐるみはカオスパラスタンの改造。その後、『ウルトラマンネクサス』のノスフェルに改造された[37]。幼児期はギニョールで表現された[17][76]。
- 第50話の脚本を担当した川上英幸は、当初密輸業者は怪獣と知っていて密輸するとしていたが、「怪獣」の定義についてスタッフ間で議論となり、「怪獣」ではない新種の生物と誤解するという展開に改められた[34]。
- 『ウルトラマンタイガ』第15話にて、チブル星人マブゼが捕らえていた怪獣の中にバデータの幼体（身長：0.51メートル / 体重：20キログラム[87]）の姿が確認できる[88]。ギニョールは当時のものを使用している[89]。

## 天敵怪獣 マザルガス
第51話「カオスの敵」に登場。
蓋のように開くキノコのような頭部を有する宇宙怪獣。体内にカオスヘッダーを分解消化する酵素（カオスキメラ）を持っており、それゆえカオスヘッダーに取りつかれず逆にその頭で取り込んで餌にしている他、レーザーラックすら食べる。移動時には体を球状に丸め、地上を転がる。口から発射する拡散光弾「マザルボム」と長い尻尾で攻撃する。カオスヘッダーを追って地球に来たが、防衛軍の怪獣殲滅兵器ダビデス909でカオスキメラが破壊され、カオスヘッダーに取りつかれる。エクリプスブレードでカオスヘッダーを追い出されるが、ダビデス909の影響で死亡した。死体はコスモスによって宇宙へ運ばれた。
- スーツアクター：三宅敏夫[1]
- デザインはAKIHITO真偽屋による[1]。頭部の口は、特技監督の佐川和夫からの提案により取り入れられた[17]。

### カオスマザルガス
第51話「カオスの敵」に登場。
体内のカオスキメラを破壊されたマザルガスがカオスヘッダーに憑依されてカオス怪獣化したもの。頭部に棘が生えたのが特徴。強力になった口からの光弾と長い尻尾で攻撃する。エクリプスブレードで切り離されたカオスヘッダーはコズミューム光線で消し去られた。
- スーツアクター：三宅敏夫[1]
- デザインはAKIHITO真偽屋による[1]。

## コイシス星人 ジュネ
第52話「変身不能!?」に登場。
ザゲルと共存共栄している異星人。スレイユ星への旅からの帰りに宇宙船が事故に遭い、地球に不時着してパートナーのザゲルと共に迎えを待っていた。地球の大気には適応できず、地球上では左腕のメカで出現させるバリアに守られている。前述のメカで瞬間移動をすることも可能である。また、掌からはショックビームを打ち出す。コスモスを怪獣の敵だと思い込み、ムサシからコスモプラックを奪い取るが、ムサシの優しさで誤解を解いた。
- 出演：神崎詩織
- 書籍『円谷プロ全怪獣図鑑』では、別名を平和文明人と表記している[12]。

## パートナー怪獣 ザゲル
第52話「変身不能!?」に登場。
コイシス星人と共存共栄している怪獣。スレイユ星への旅からの帰りに巨大UFOが事故に遭い、パートナーのジュネと共に迎えを待っていた。地球の生物とは細胞が異なるため、地球環境には適応できず、地球上ではバリアに守られていたが、バリアのエネルギーがなくなって地球の大気に触れたことで暴れだす。武器は口から発射する光線。コスモスと戦い最後は、ルナモードのフルムーンレクトでおとなしくなり、トランスバブルで保護され迎えに来たコイシス星の巨大UFOに回収された。
- スーツアクター：永田朋裕、三宅敏夫[1]
- デザインはAKIHITO真偽屋による[1]。
- 映画『新世紀2003ウルトラマン伝説 THE KING'S JUBILEE』では他の怪獣と共にウルトラマンキングの誕生日を祝う。

## 未来怪獣 アラドス
第53話「未来怪獣」に登場。
極度に進化した遺伝子を有する5千年後の未来の地球から来た怪獣で、成獣は殻のような部分に棘が生えている。進化の過程で時間を超越する能力を身に付け、最大5分間時間を止めたり、貝から発射するエネルギー光線で空間を歪ませて亀裂を生じさせて時空の彼方へ相手を飛ばすことができる。食事は口から管を伸ばして行う。1体の幼獣が現代に迷い込み現代の環境に適応できずに衰弱し、上記の能力に目をつけたノワール星人に狙われる。ラグストーン・メカレータ一とノワール星人に苦戦するコスモスを救うためラグストーン・メカレーターを時空の彼方に追放し力尽きて死亡するが、迎えに来た成獣によって復活し、元いた時代へ帰還した。
- スーツアクター：横尾和則[1]
- デザインはAKIHITO真偽屋による[1]。
- 着ぐるみはジェルガの改造[17]。
- 当初は「パラドス」（タイムパラドックスに由来）という名称だったが、商標登録の関係で使用できず、第53話の脚本を担当した荒木憲一にちなんで「アラドス」に変更された[17]。

## 分身怪獣 タブリス
第54話「人間転送機」、第55話「最終テスト」に登場。
SRCの発足していなかった12年前に、ニュータウンの乱開発で目覚めた。この時に少女・佳奈を助けたことから MITIに鏑矢諸島の外れにある朋友島に保護され、後の怪獣対策に保護という選択肢をもたらす。愛嬌のある顔が特徴的で、感情豊かな表情を見せる。分身を作り出す能力があり、10年後に再会を約束した佳奈に会うためにかつて現れた夢川町に分身を送り込む。コスモスの力で佳奈との再会を果たした。
- スーツアクター：三宅敏夫[1]
- 当初は「ダブリス」という名称だったが、商標登録の関係で「タブリス」に変更された[17]。
- デザインはAKIHITO真偽屋による[1][36]。目の表情変化はCGで表現された[17]。
- 着ぐるみはその後、胴体が『ウルトラマンネクサス』のフログロスに改造された[37]。

## 宇宙少女
第55話「最終テスト」に登場。
以前ガモランを送り込んだ存在で、光球となって飛来して地球の人間の文明が危険かどうかを測定していた。再び地球をテストするために自ら地球に赴き、ミーニンにバイオコントローラーを取付けてガモランIIに変身させる。最終的にはEYESやコスモスの活躍を見て合格と認める。
- 出演：秋本眸
- 当初は劇中より上の年齢が想定されていたが、純粋な子供の方が良いという監督の村石宏實の意見により変更された[17]。

## 河童 かわのじ
第56話「かっぱの里」に登場。
取川村の取川池に古くから棲んでいる妖怪（河童）で、相撲と酒が大好き。ひょうたんに酒と水を補充しており、頭が乾くと力が発揮できなくなり、濡らすと力が出る。心優しい陽気な性格で村人とも友好的で仲が良いが、警官に発砲されて怒り、巨大化する。コスモスと相撲をとって機嫌が良くなり、元の姿に戻る。
- 映画『新世紀2003ウルトラマン伝説 THE KING'S JUBILEE』では他の怪獣と共にウルトラマンキングの誕生日を祝う。
- スーツアクター：横尾和則[1]
- デザインはAKIHITO真偽屋による[1][36]。
- 監督の村石宏實は、第18話のロケで遠野市を訪れたことから、妖怪を題材とすることを着想した[54]。

## 伝説聖獣 グラルファン
第57話「雪の扉」に登場。
トマノ老人が持つ謎の扉のカードの中にある思い出の世界に住む怪獣。人の心の中の大切な思い出を目の前に蘇らせる能力を持ち、その思い出の風景に入った者を扉の中の世界へと誘う。しかし、この怪獣を出した者はこの時空に存在できなくなる。思い出の世界は気温が非常に低いらしく、この怪獣が出現した世界は一時的に時が止まるだけでなく、気温も一気に下がる。扉のカードはトマノが知り合った少年が持つことになる。
- スーツアクター：太田智美[1]
- デザインは祖蔵宝太郎による[1]。アクションを行う必要がなかったことから、デザイン性が優先された[17]。脚本を担当した太田愛は一角獣、監督の原田昌樹は鳥およびジュディ・オングの「魅せられて」での衣裳をそれぞれイメージした[84][90]。
- 太田は「怪獣保護」のあり方に疑問を感じていたため、その枠組みに当てはまらない神話の怪獣とした[91]。
- 夏ごろの放映が予定されていたが、撮影は冬の時期であったため、グラルファンの出現によって雪が降るという描写となった[90]。
- 着ぐるみはその後、『ウルトラマンメビウス』のアンヘル星人トーリに改造された[72]。

## 古代怪獣 ドルバ
第62話「地球の悲鳴」に登場。
以前現れたガルバスと同種族の怪獣。おとなしい温厚な性格で、短時間ではあるが背中の小さな羽で飛行する。カオスウルトラマンカラミティに目覚めさせられてカオス怪獣化するが、コスモスに助けられる。自らもコスモスを助けようとするが、カラミティの攻撃で負傷してしまう。コスモスがカラミティに勝った後、鏑矢諸島に保護された。
- スーツアクター：横尾和則[1]
- デザインはAKIHITO真偽屋による[1]。
- 着ぐるみはガルバスの改造[17]。
- 空を飛ぶ描写は脚本になく、特技監督の鈴木健二の提案によりデザインに取り入れられた[17]。鈴木はドルバの羽根は退化したものと想定しており、それを無理矢理使ってまでコスモスを助けようとする健気さを表現した[76]。鈴木はCGで羽根を伸ばすことも考えていたが、採用されなかった[76]。

### カオスドルバ
第62話「地球の悲鳴」に登場。
ドルバがカオスヘッダーに憑依されてカオス怪獣化した姿。頭のとさかと背中の羽がより大きくなり眼も赤くなっており、高温の熱線（高熱火球）を吐く。カオスウルトラマンカラミティがTEAM EYESへの囮として利用する。その後コスモスのコズミューム光線で元に戻される。
- スーツアクター：横尾和則[1]
- デザインはAKIHITO真偽屋による[1]。